# Skageni portrégaléria
A Skageni portrégaléria a skageni festők által készített, 51 darabból álló festménysorozat. Ezeket a kis portrékat a skageni művészkolónia tagjai egymásról, az üdülőhelyen vendégeskedő más művészekről, valamint egyéb, általuk kedvelt személyekről készítették 1884 és 1908 között. A portrékat a művésztársaság törzshelyén, a Brøndum Hotel étkezőjében a mennyezet alatt, frízként helyezték el. Később, amikor ezt a étkezőt teljes egészében áthelyezték a Skagens Museumba, a fríz is idekerült. 2015-ben ideiglenesen, bővítés és átépítés miatt, a portrékat egy csoportban helyezték el a múzeum egyik termében.

## Története
Az 1870-es évek végén a skageni félsziget északi részén, Skagen városkában kialakult egy művészkolónia, amely aztán a század végére Skandinávia legfontosabb festészeti központjává, a skageni festők csoportjává nőtte ki magát. Legfőbb képviselői Michael Ancher, felesége, Anna, Peder Severin Krøyer és felesége, Marie, Laurits Tuxen, Viggo Johansen, Carl Locher, Karl Madsen, Fritz Thaulow és Holger Drachmann voltak. 1880 és 1910 között rendszeresen látogatták őket más művészek Skandinávia sok részéről, de még a dán királyi ház tagjai is.
Michael Ancher kezdeményezésére az 1880-as évek közepétől a törzshelyükön, a Brøndum szálló étkezőjében találkozó művészek mindegyike kis portrékat készített, amelyeket aztán az étterem falán helyeztek el. Ez a gyakorlat fokozatosan egyfajta beavatási szertartássá nőtte ki magát. A legtöbb portrét Ancher maga készítette. 1884 és 1908 között összesen 51 kis, 30-35 centiméteres portré készült. A sorozat végül egyedi művészettörténeti érdekességgé vált.

## A portrégaléria

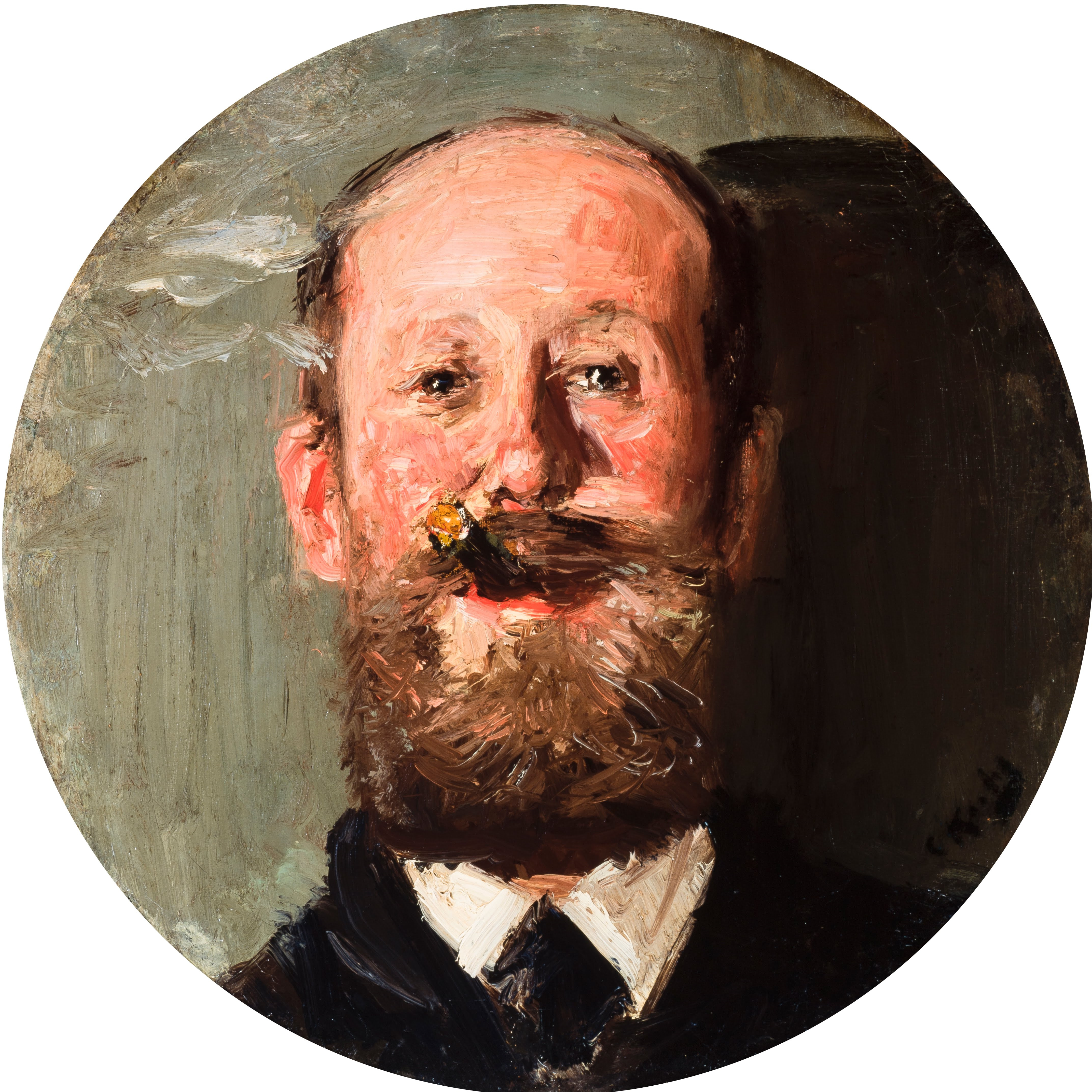
Degn Brøndum, a szálló tulajdonosa, Christian Krohg festménye
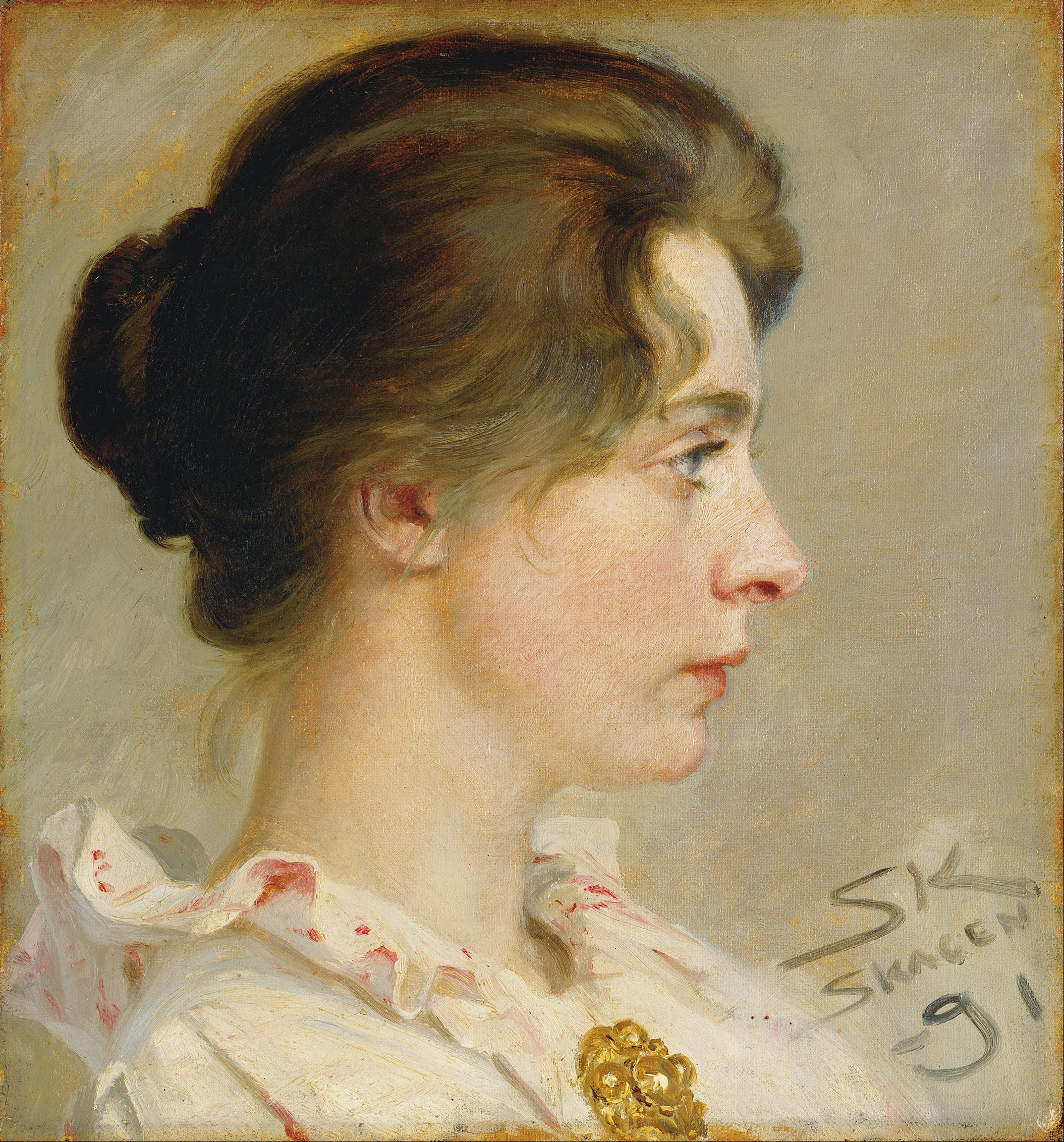
Marie Krøyer, P.S. Krøyer festménye
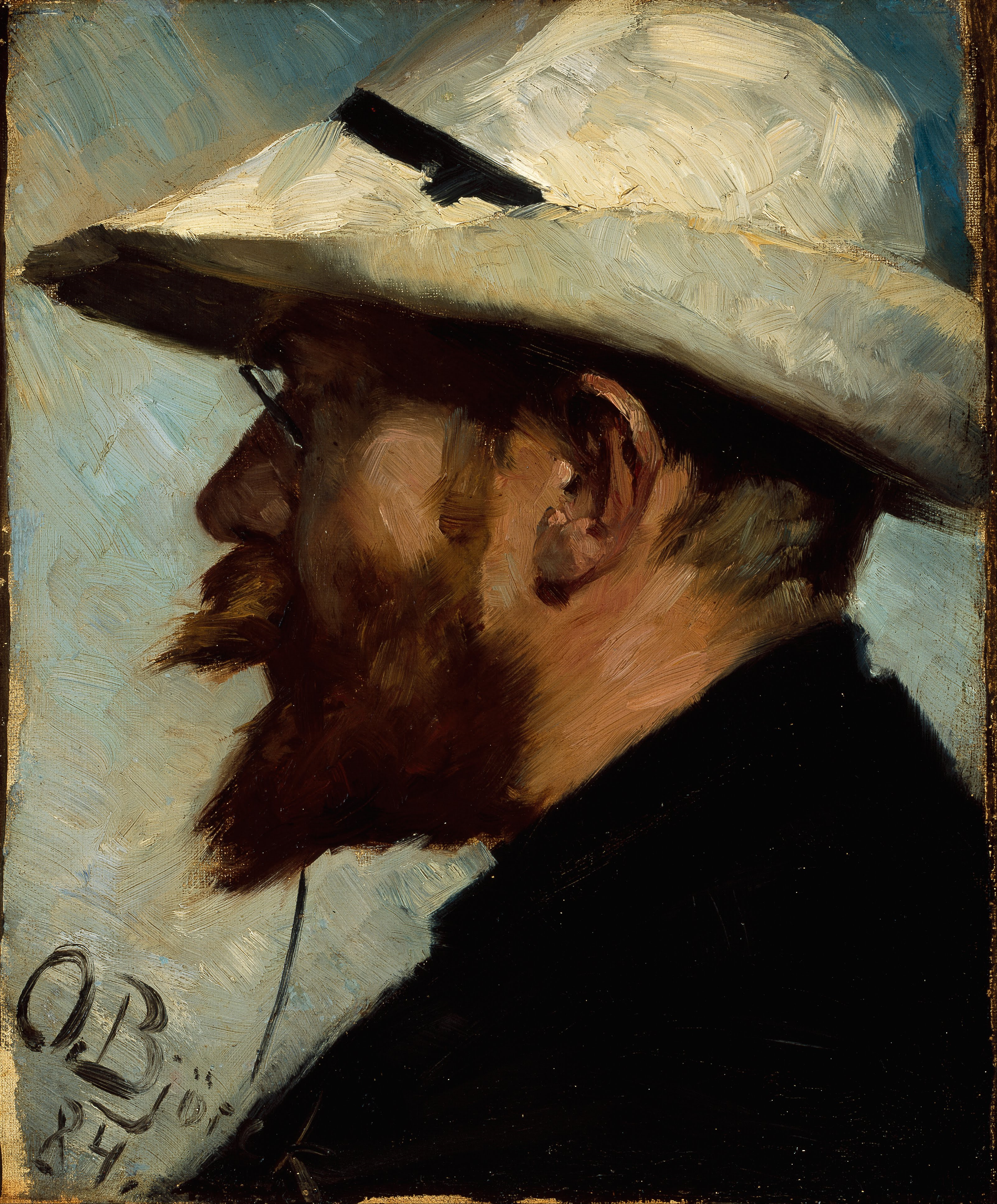
Peder Severin Krøyer, Oscar Björck festménye
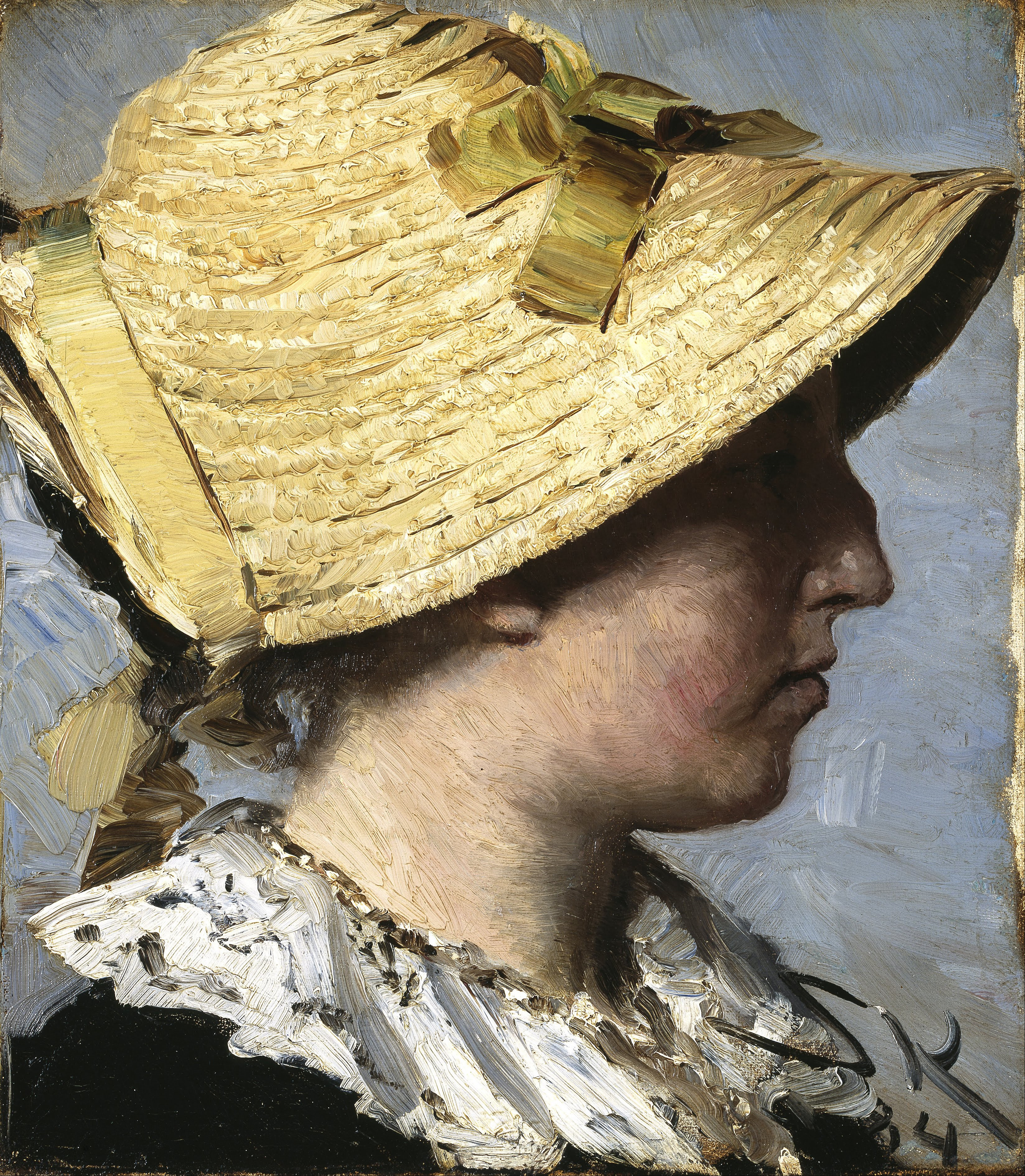
Anna Ancher, P.S. Krøyer festménye
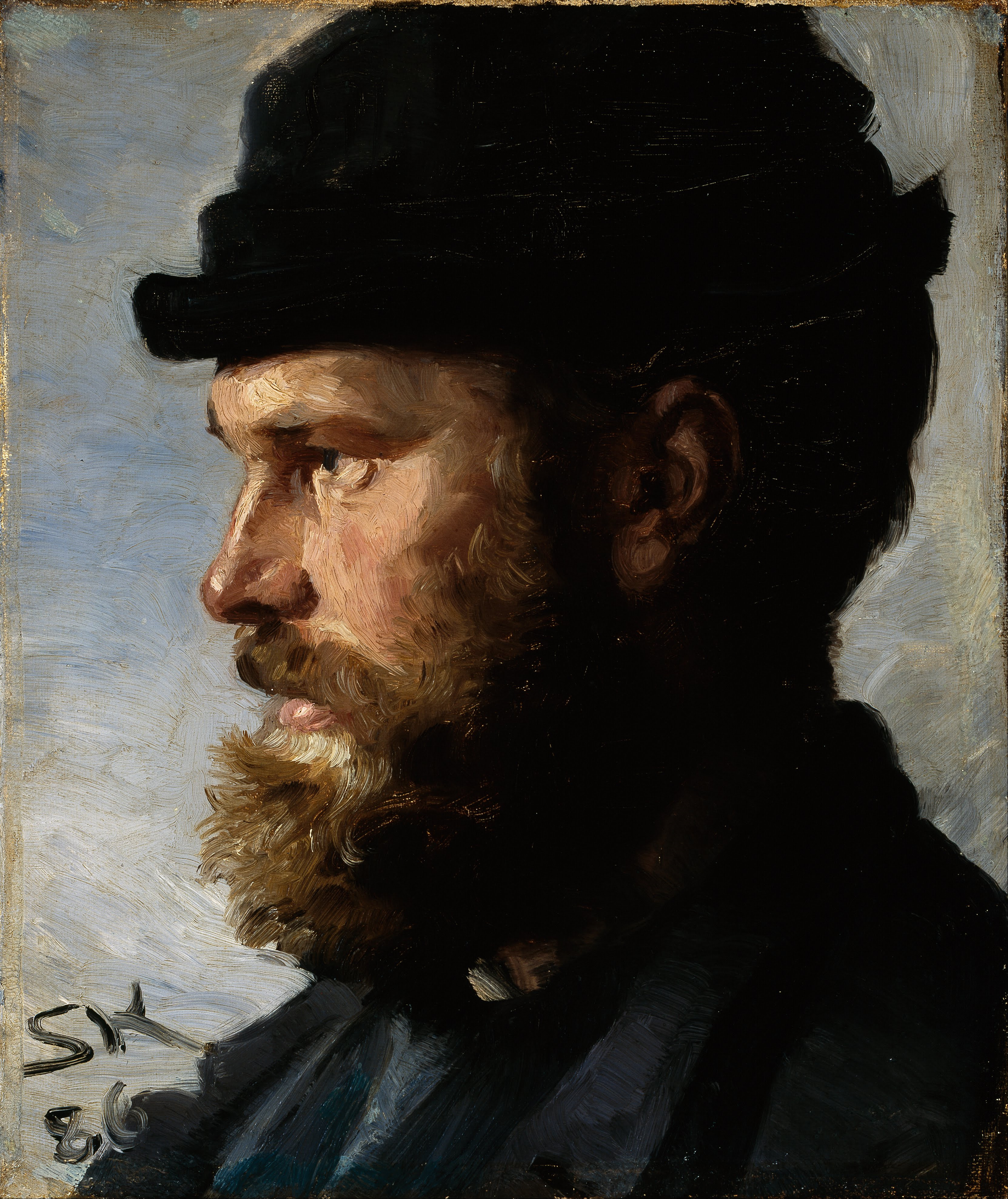
Michael Ancher, P.S. Krøyer festménye
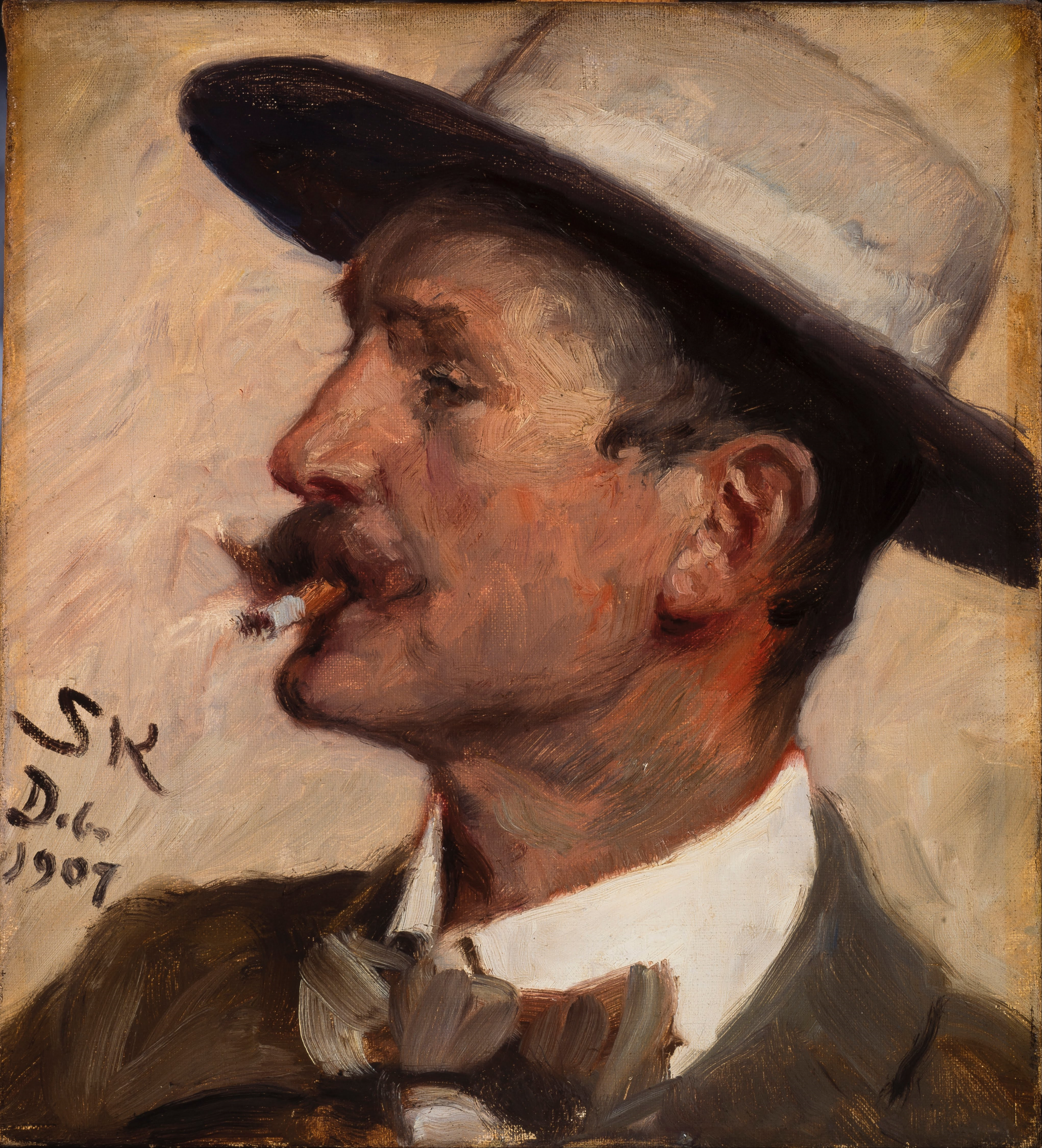
Hans Gyde Petersen, P.S. Krøyer festménye
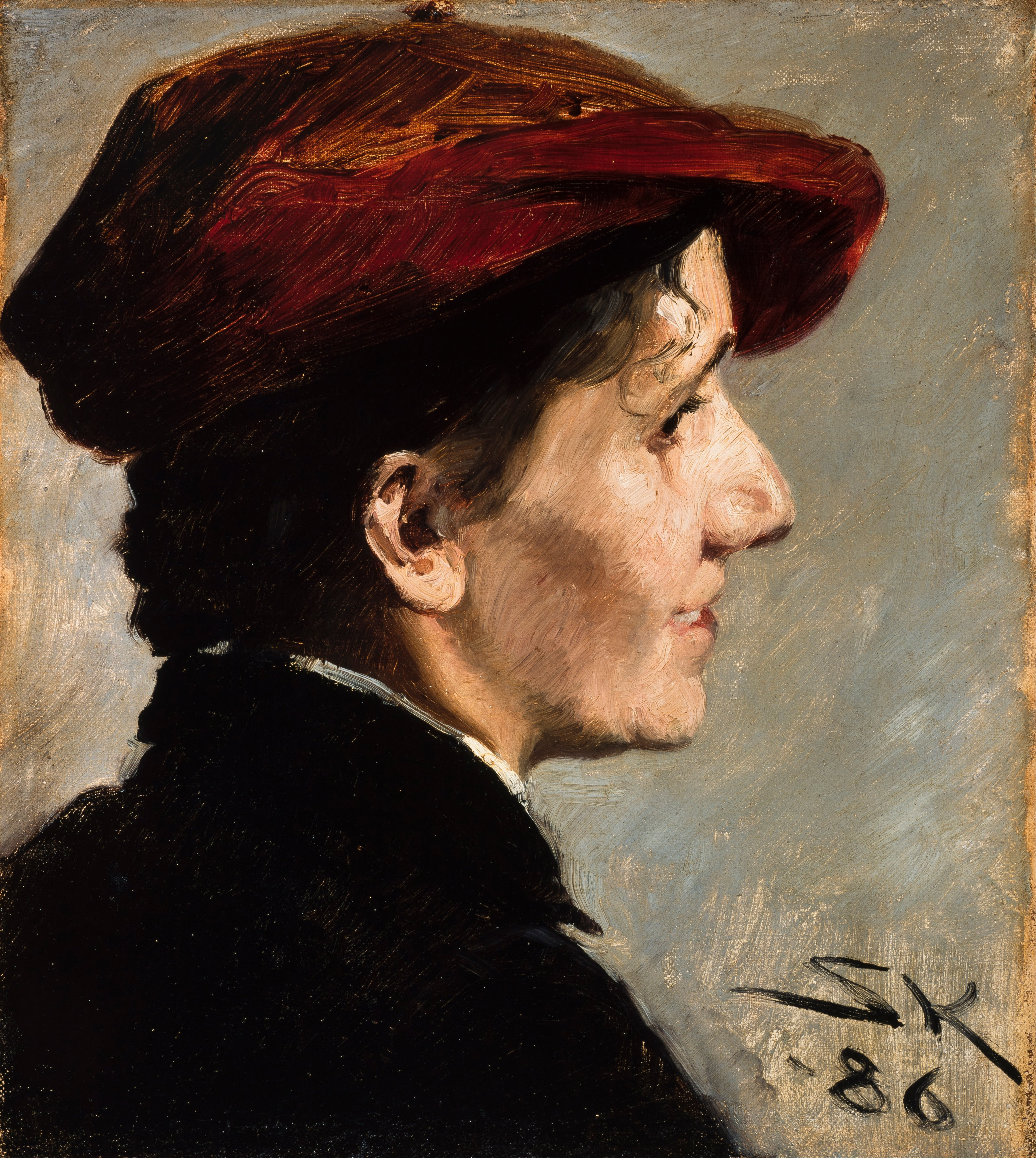
Marianne Stokes, P.S. Krøyer festménye
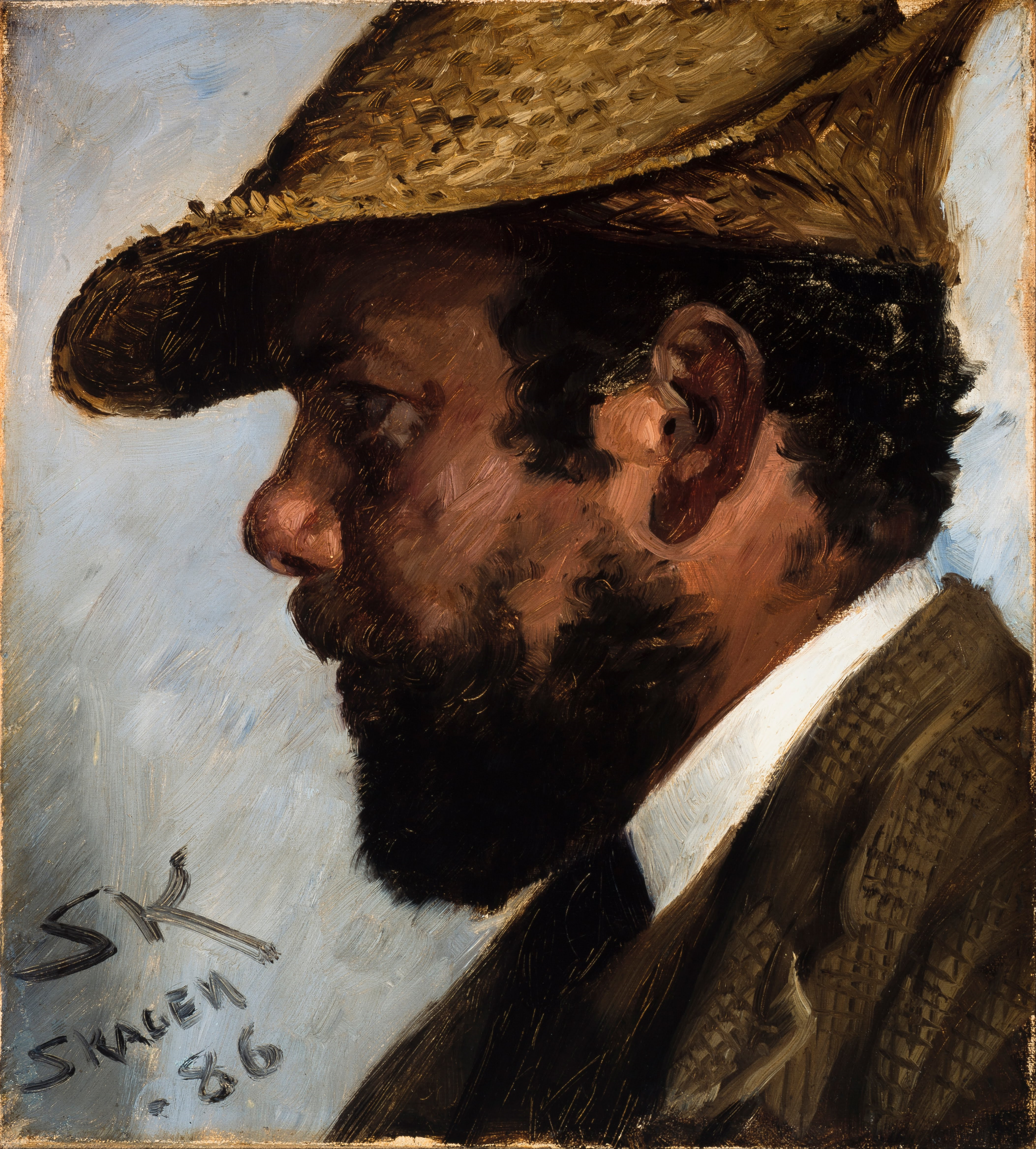
Adrian Scott Stokes, P.S. Krøyer festménye
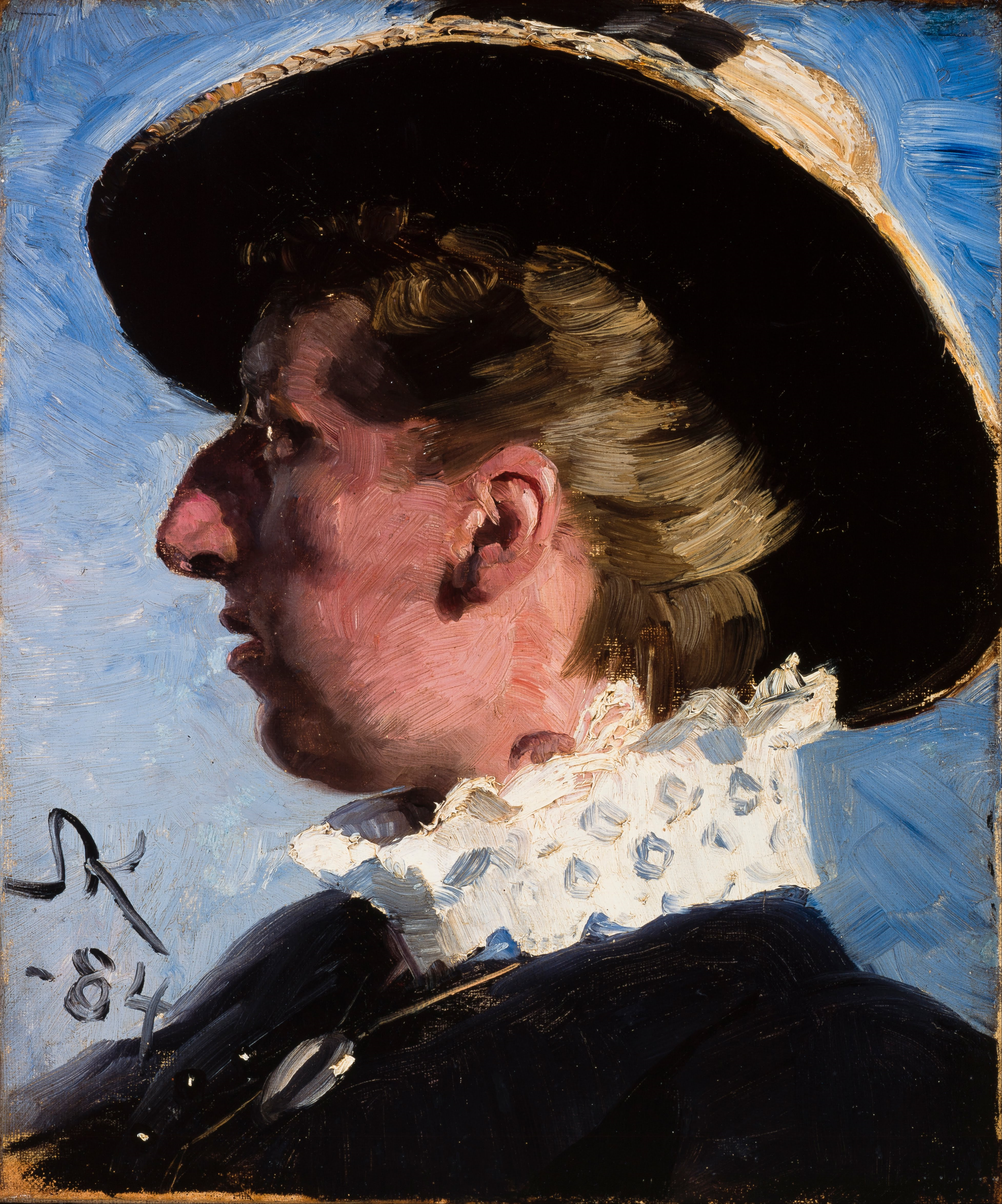
Anna Palm, P.S. Krøyer festménye
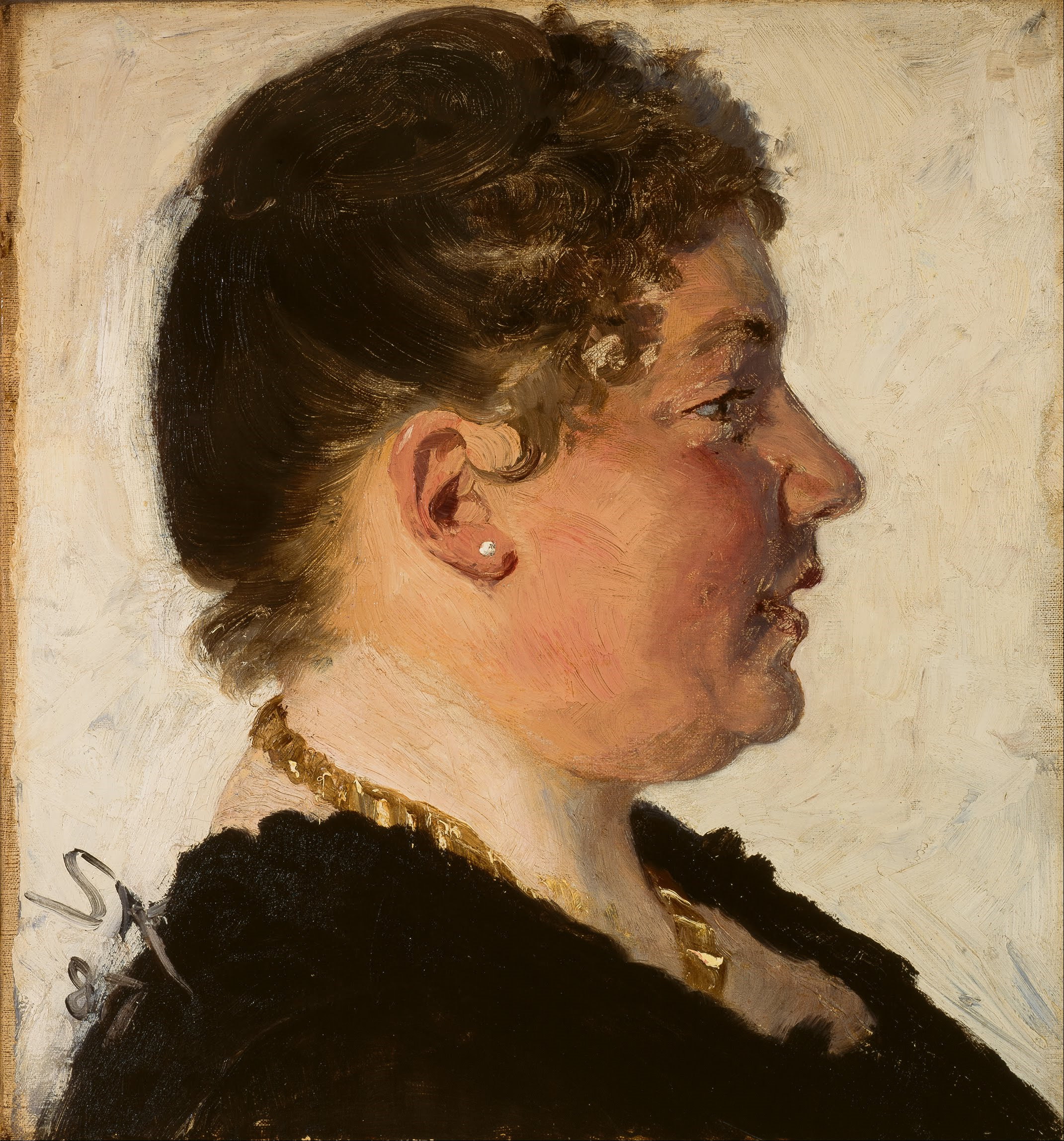
Beatrice Diderichsen, P.S. Krøyer festménye
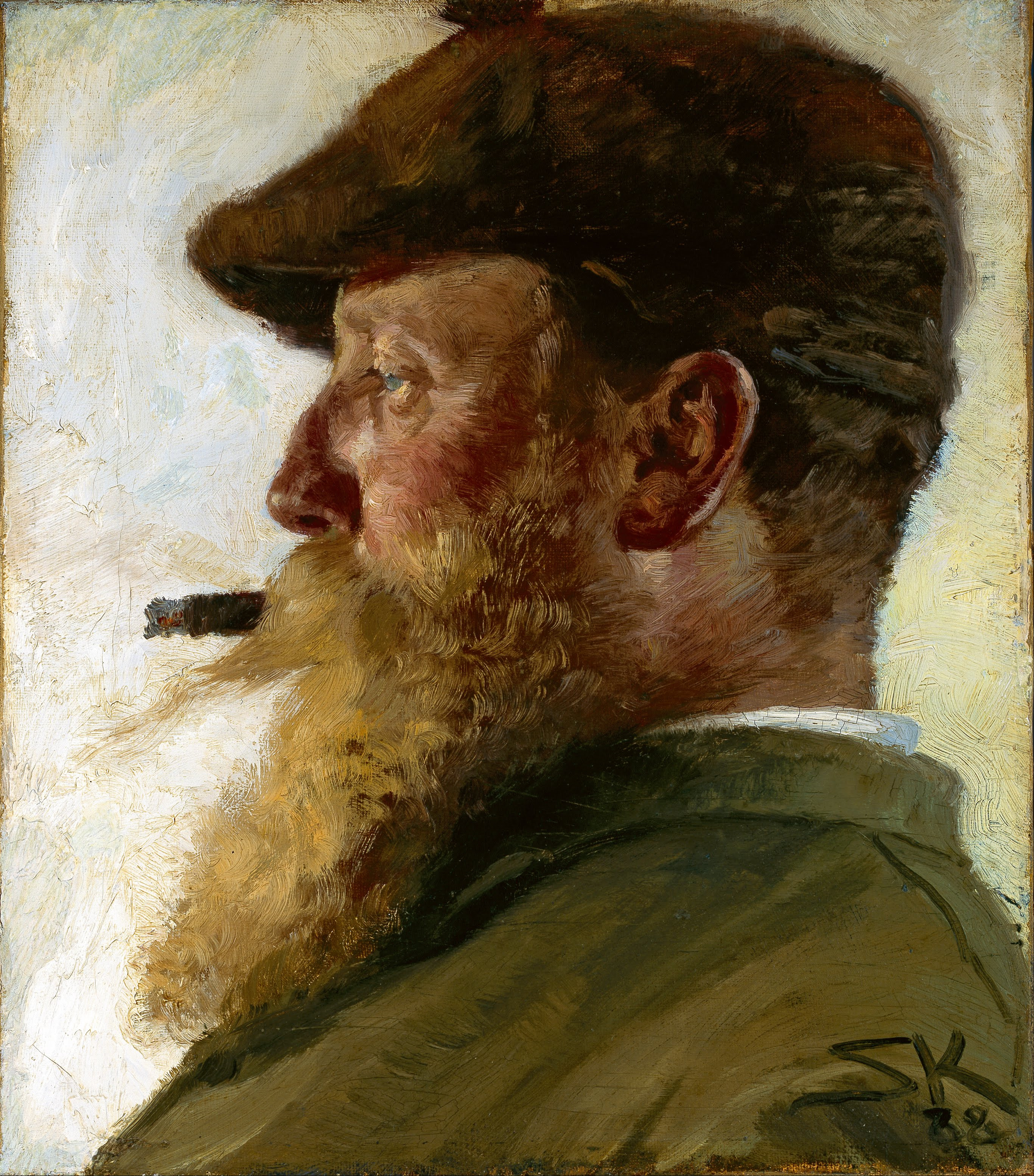
Christian Krohg, P.S. Krøyer festménye
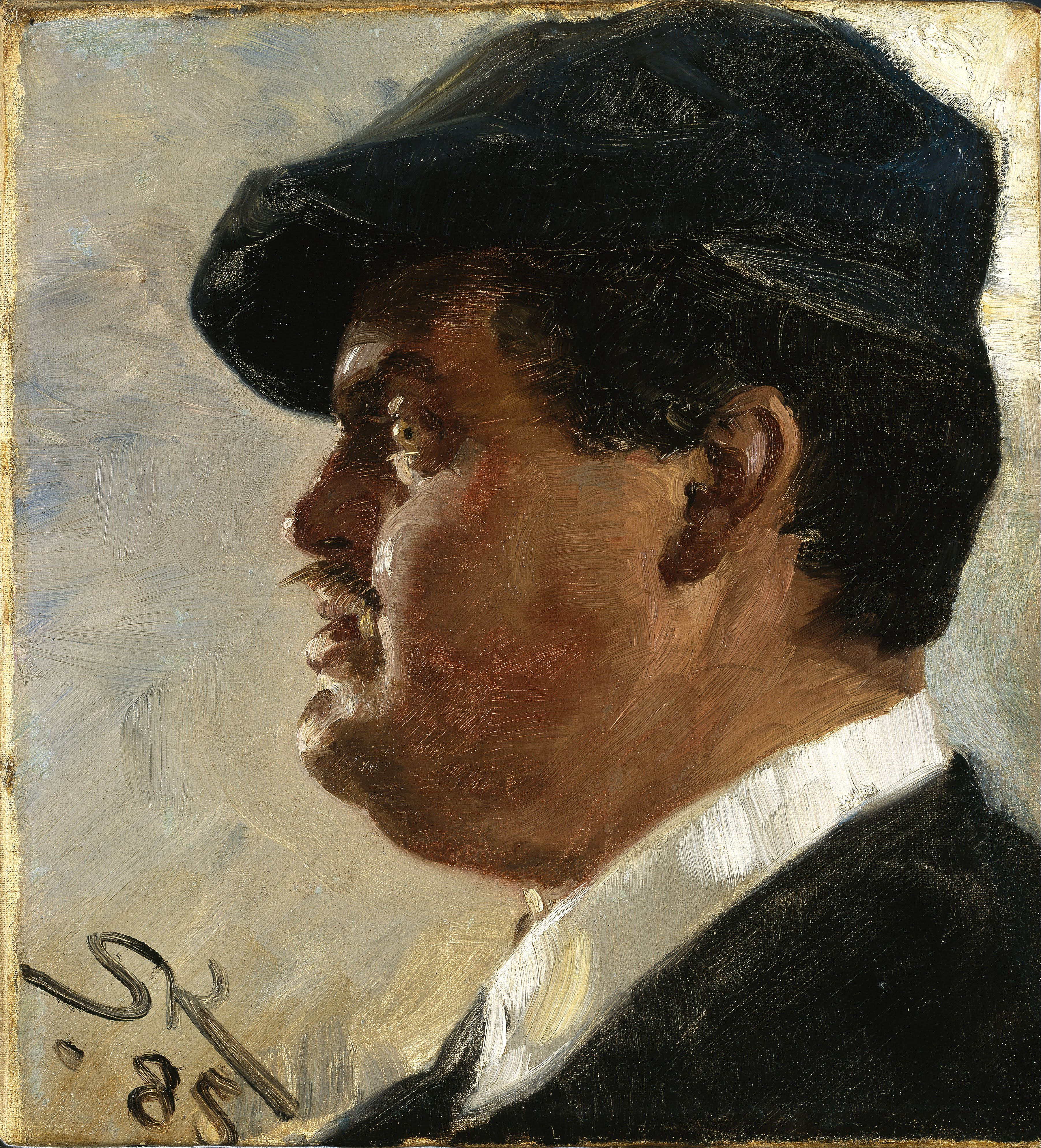
Carl Locher, P.S. Krøyer festménye
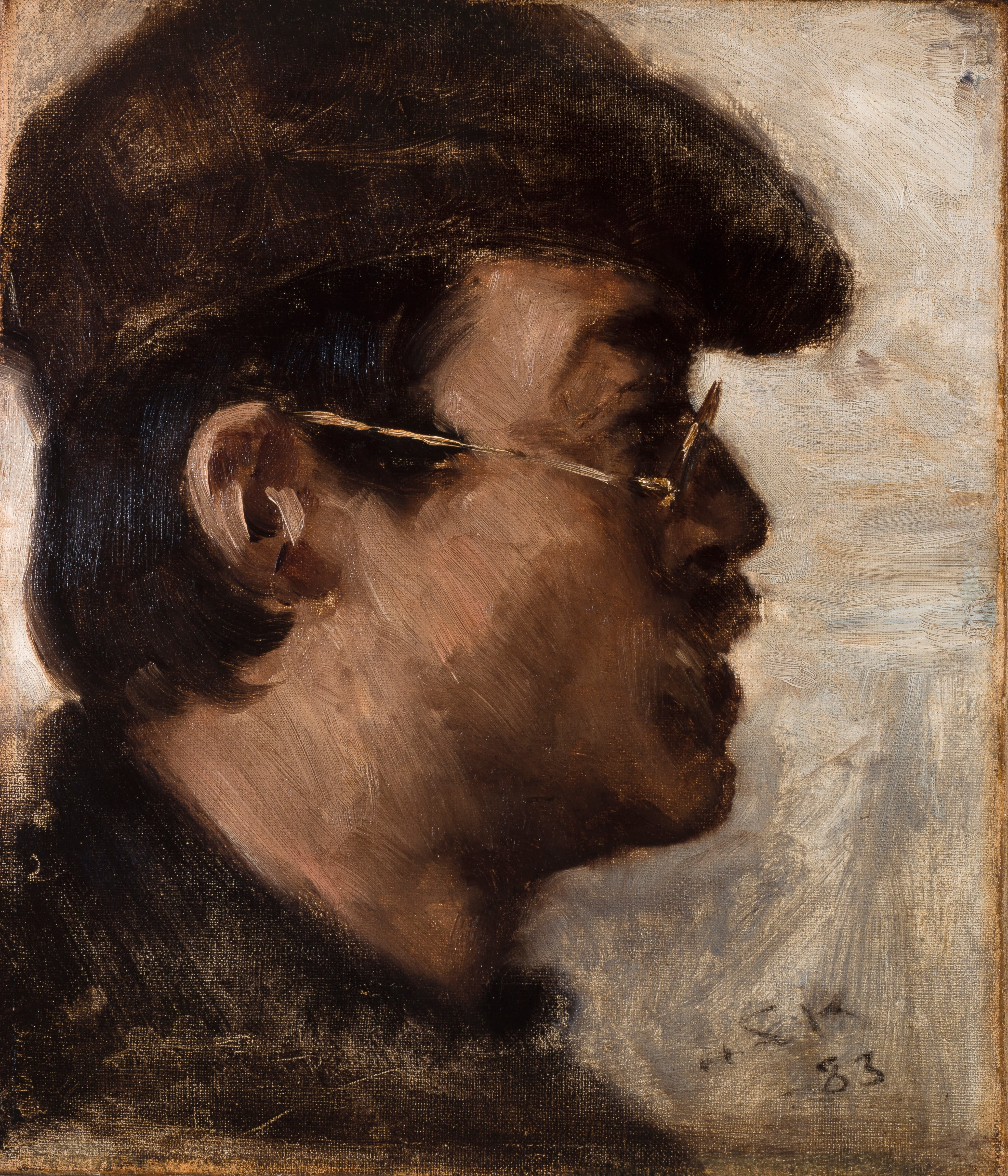
Eilif Peterssen, P.S. Krøyer festménye
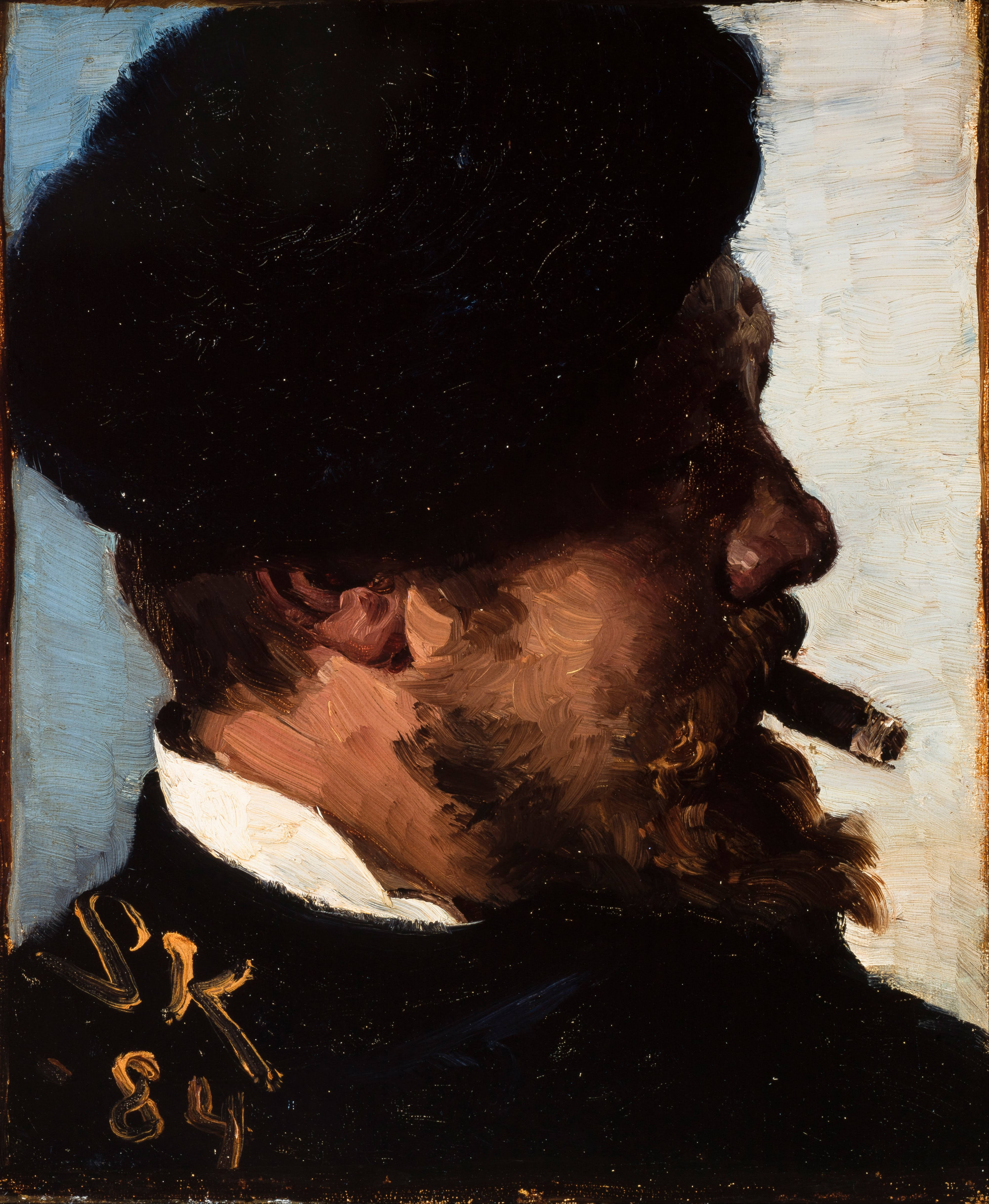
Fritz Stoltenberg, P.S. Krøyer festménye
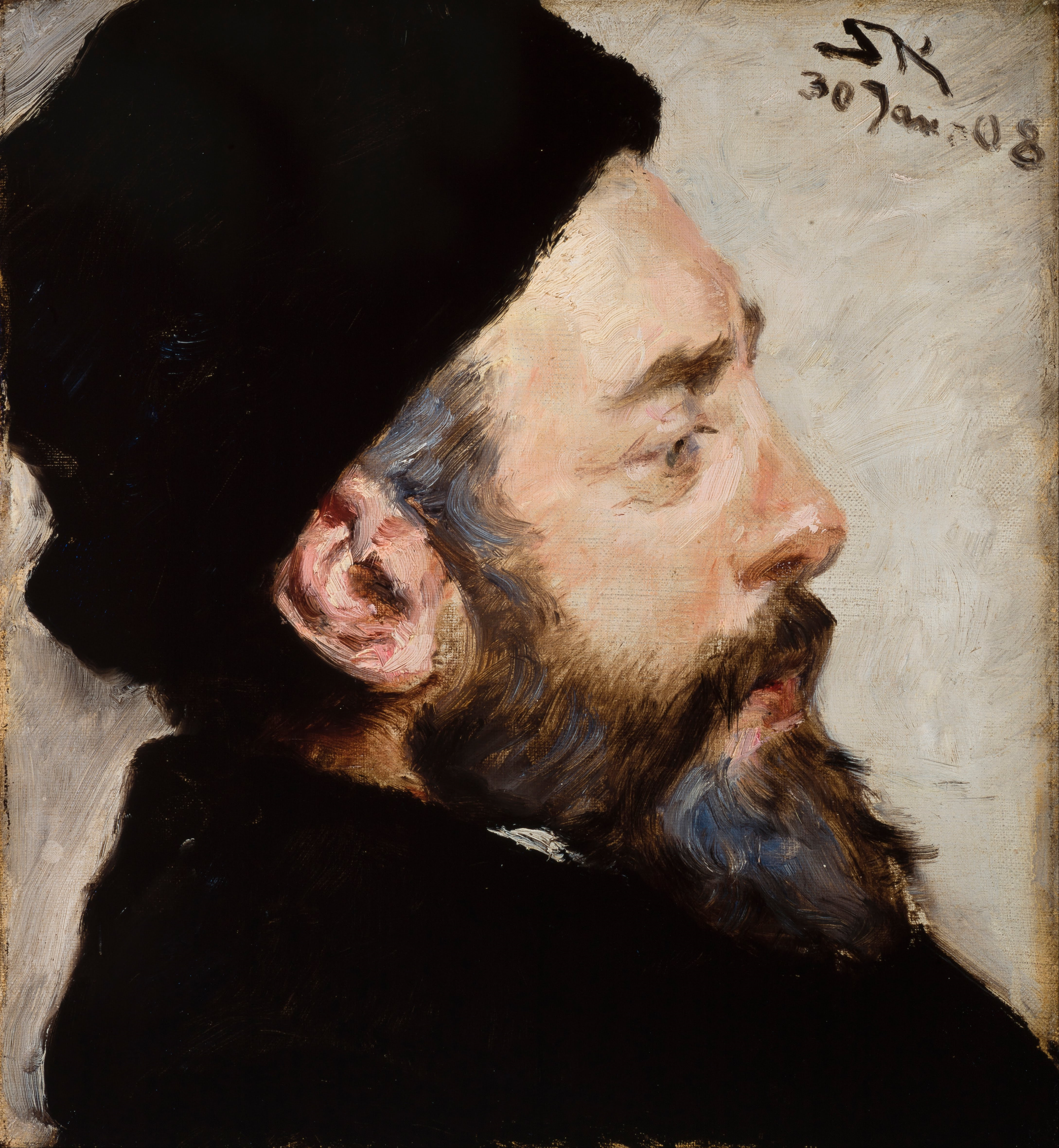
Henrik Pontoppidan, P.S. Krøyer festménye
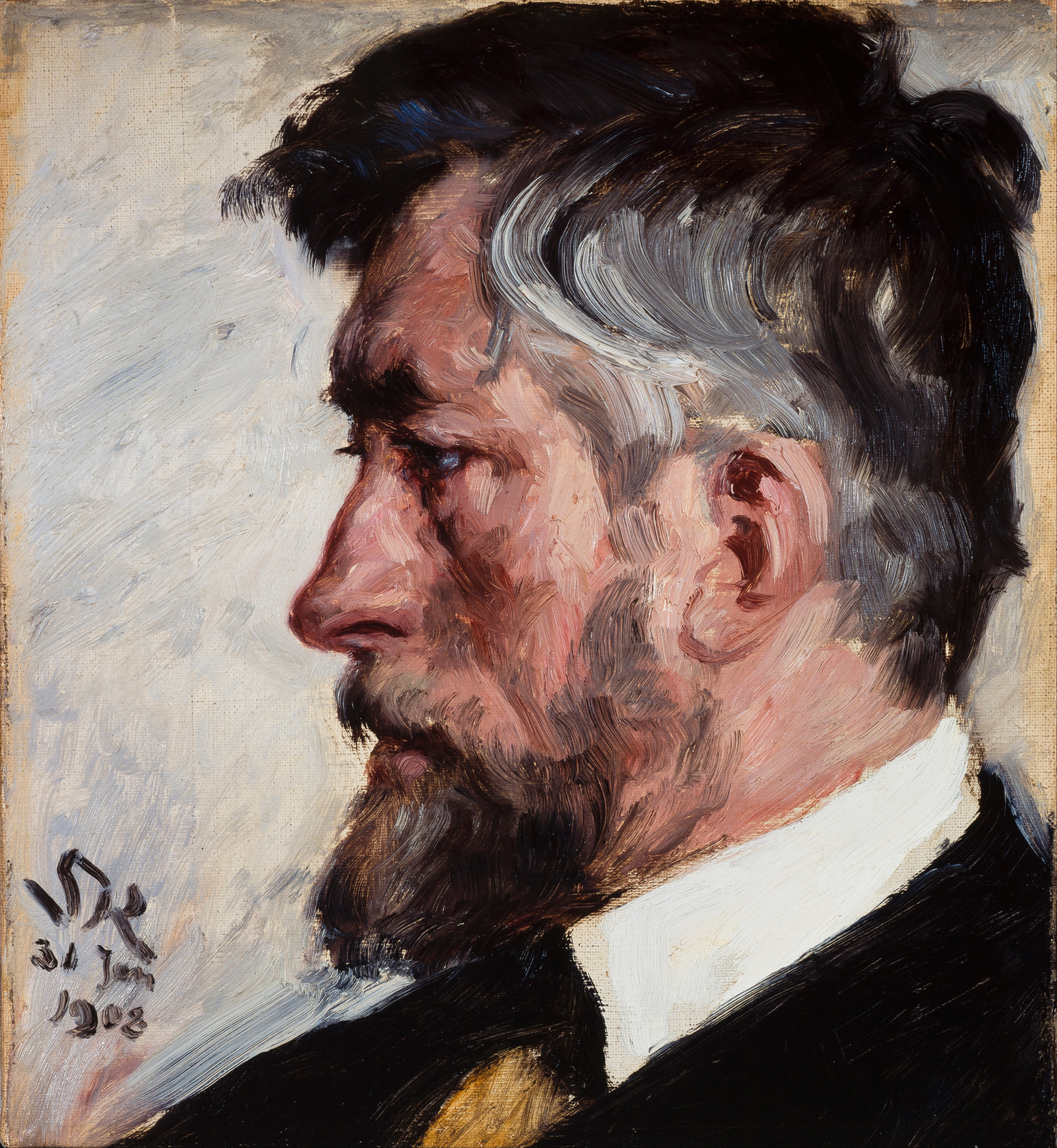
J.F. Willumsen, P.S. Krøyer festménye
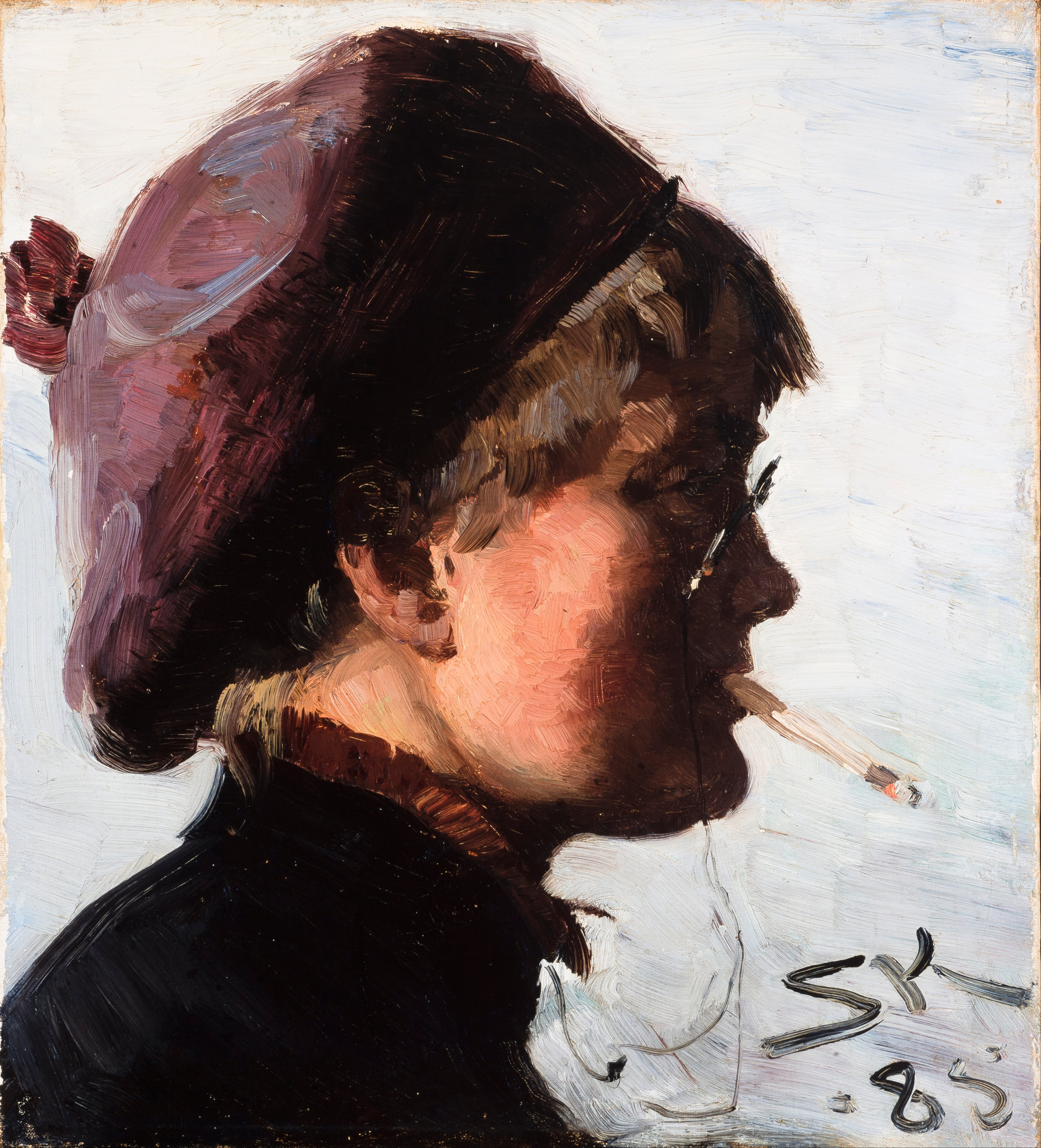
Julia Strömberg, P.S. Krøyer festménye
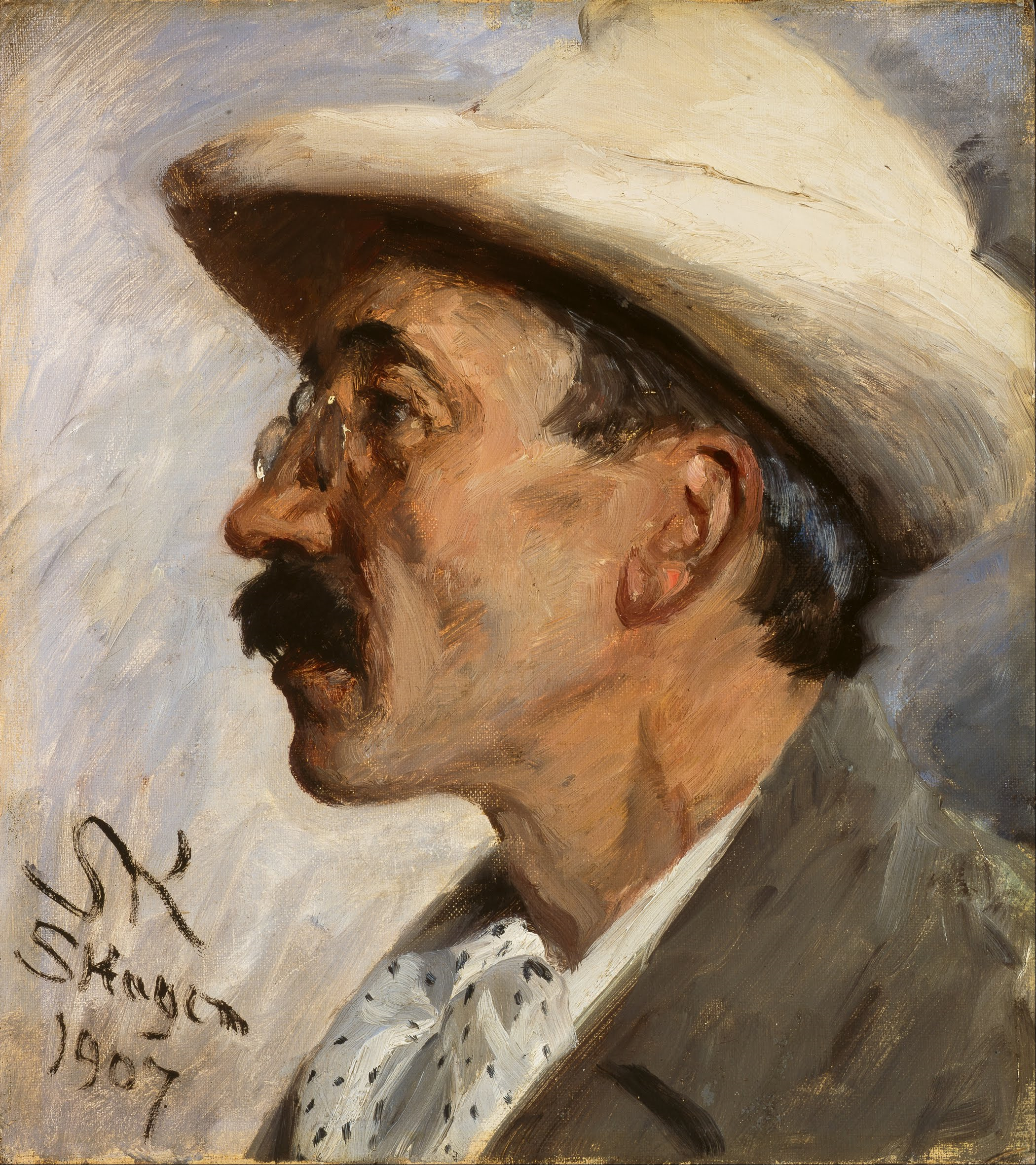
Julius Paulsen, P.S. Krøyer festménye
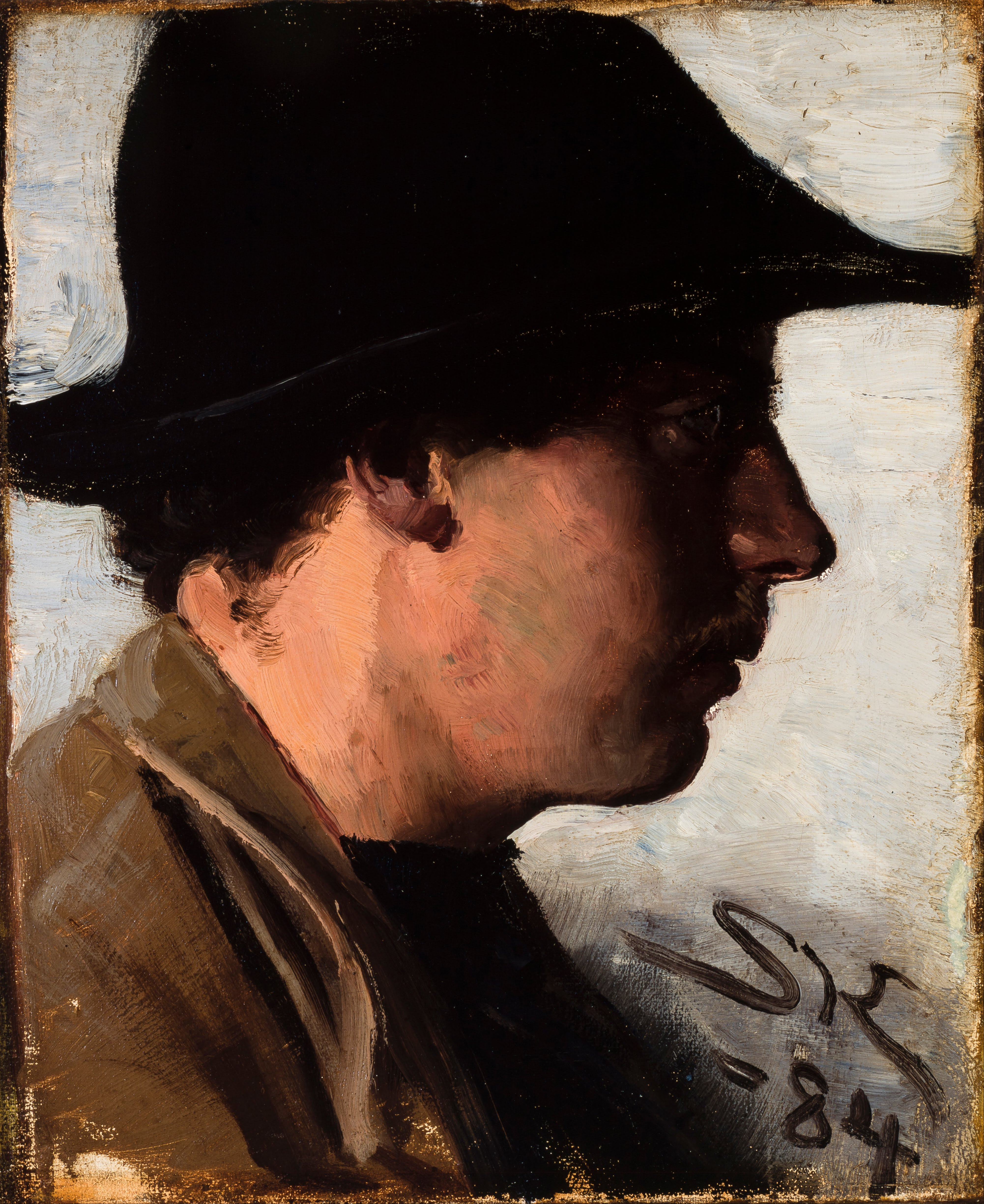
Oscar Björck, P.S. Krøyer festménye
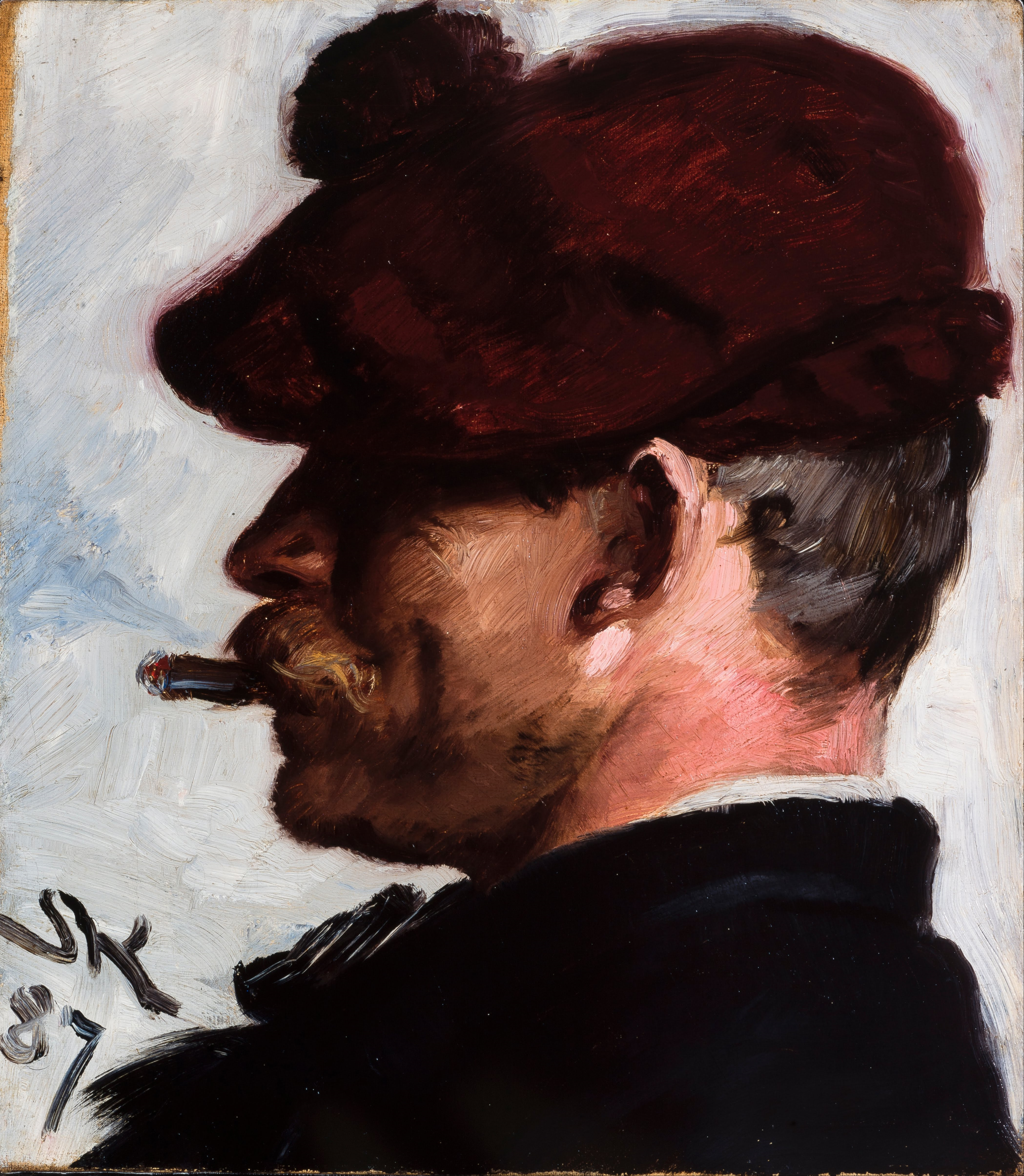
Thorvald Niss, P.S. Krøyer festménye
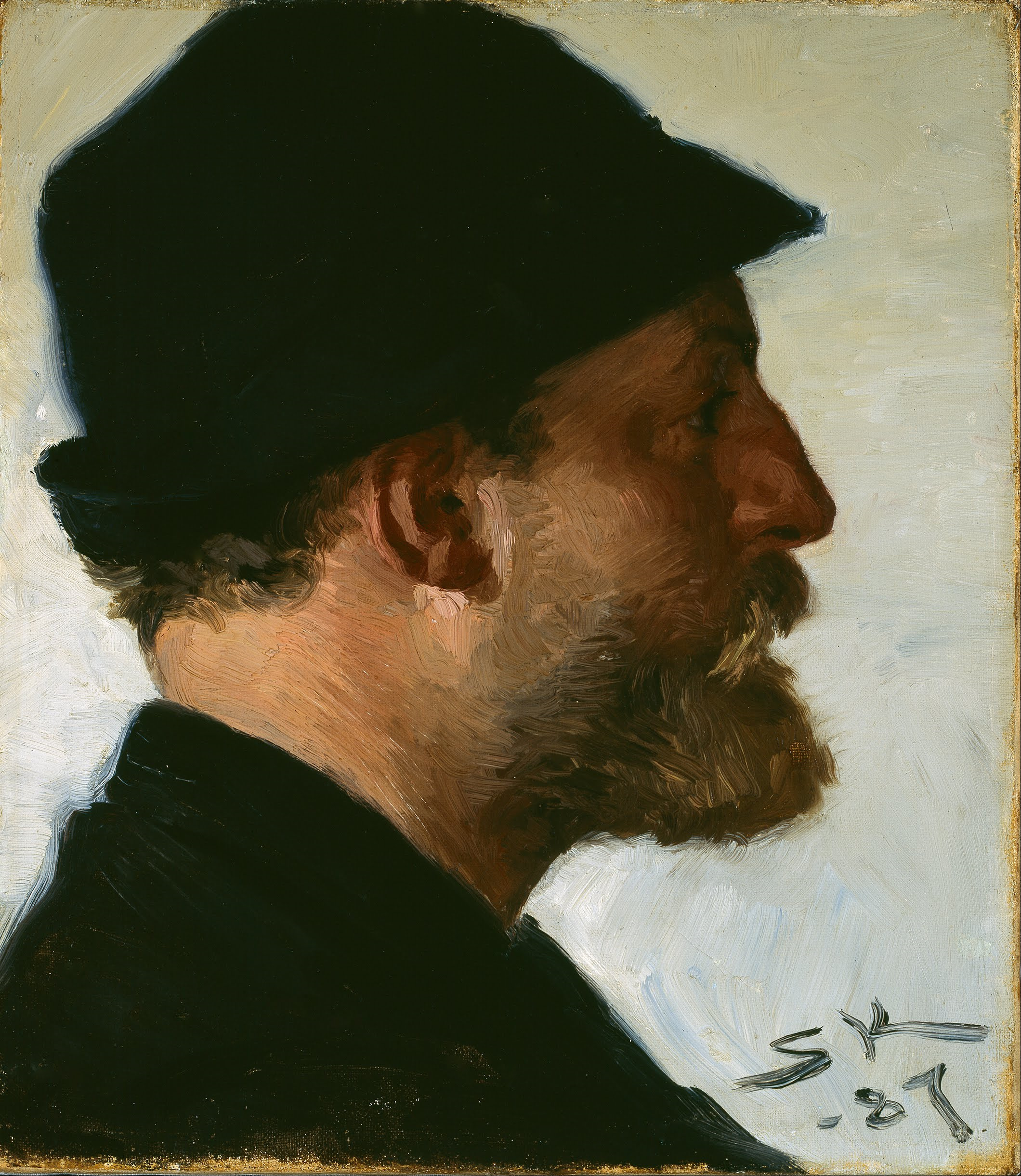
Viggo Johansen, P.S. Krøyer festménye
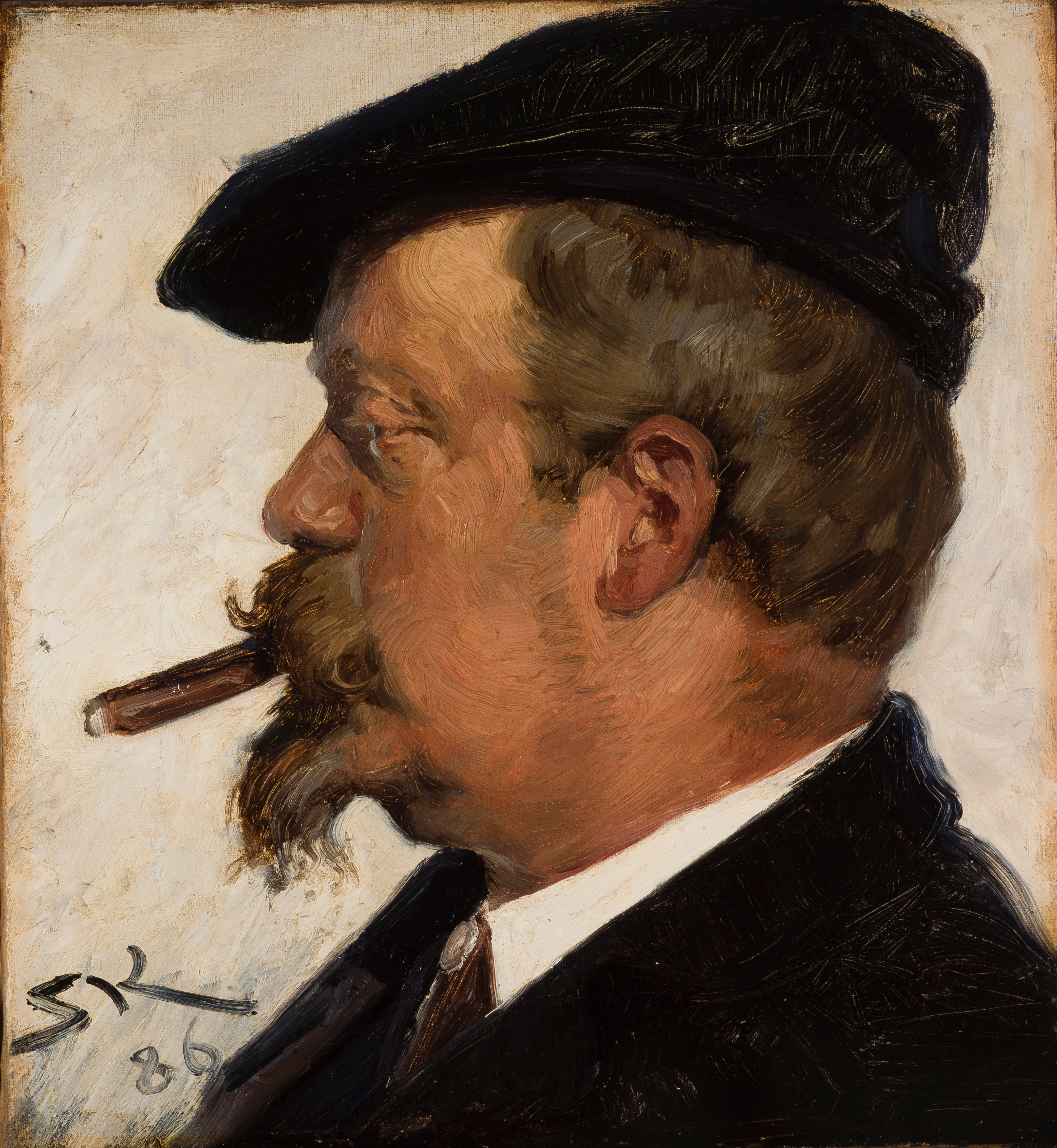
Vilhelm Rosenstand, P.S. Krøyer festménye
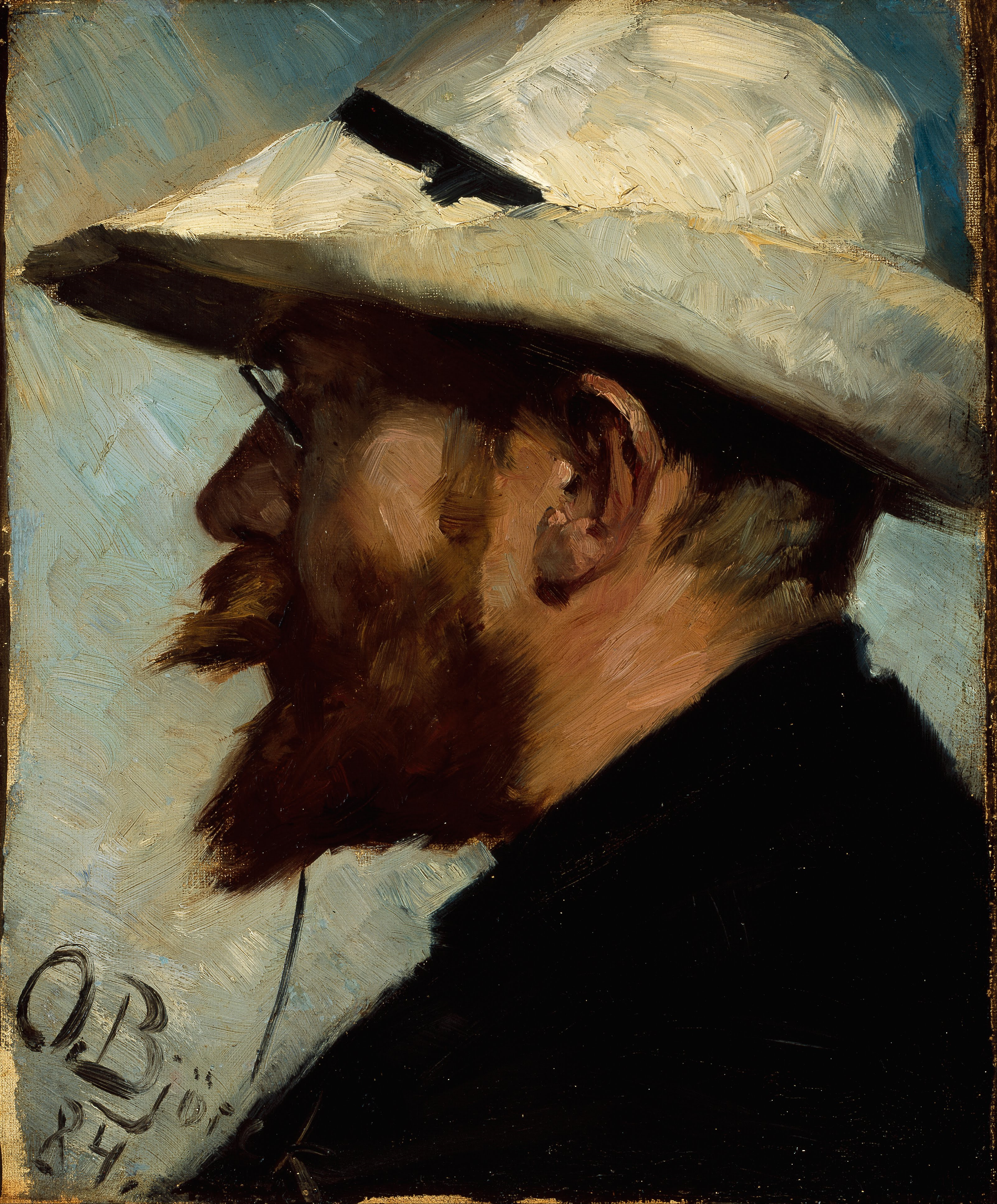
Peder Severin Krøyer, Oscar Björck festménye
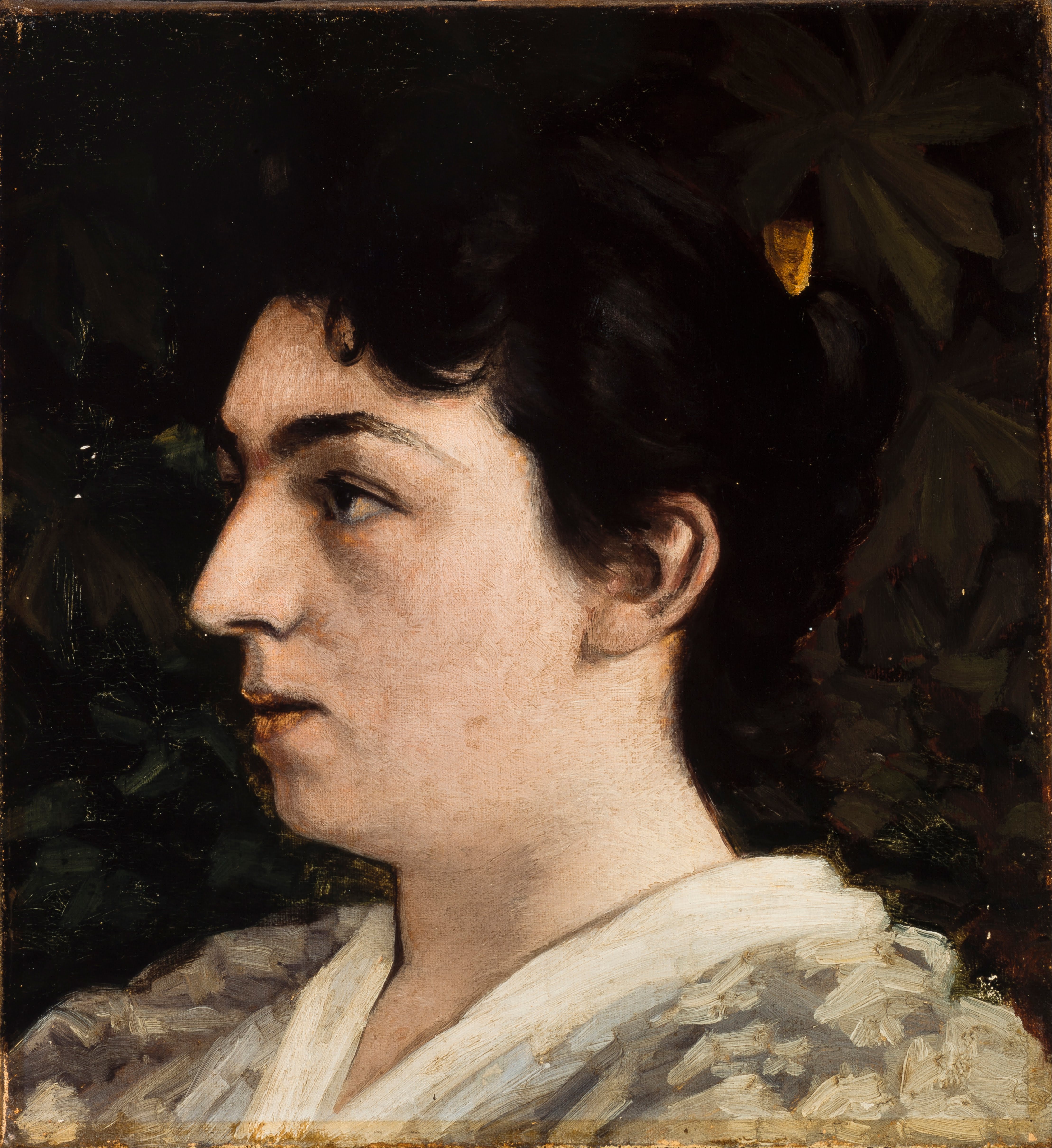
Frida Schytte, Valdemar Schønheyder Møller festménye
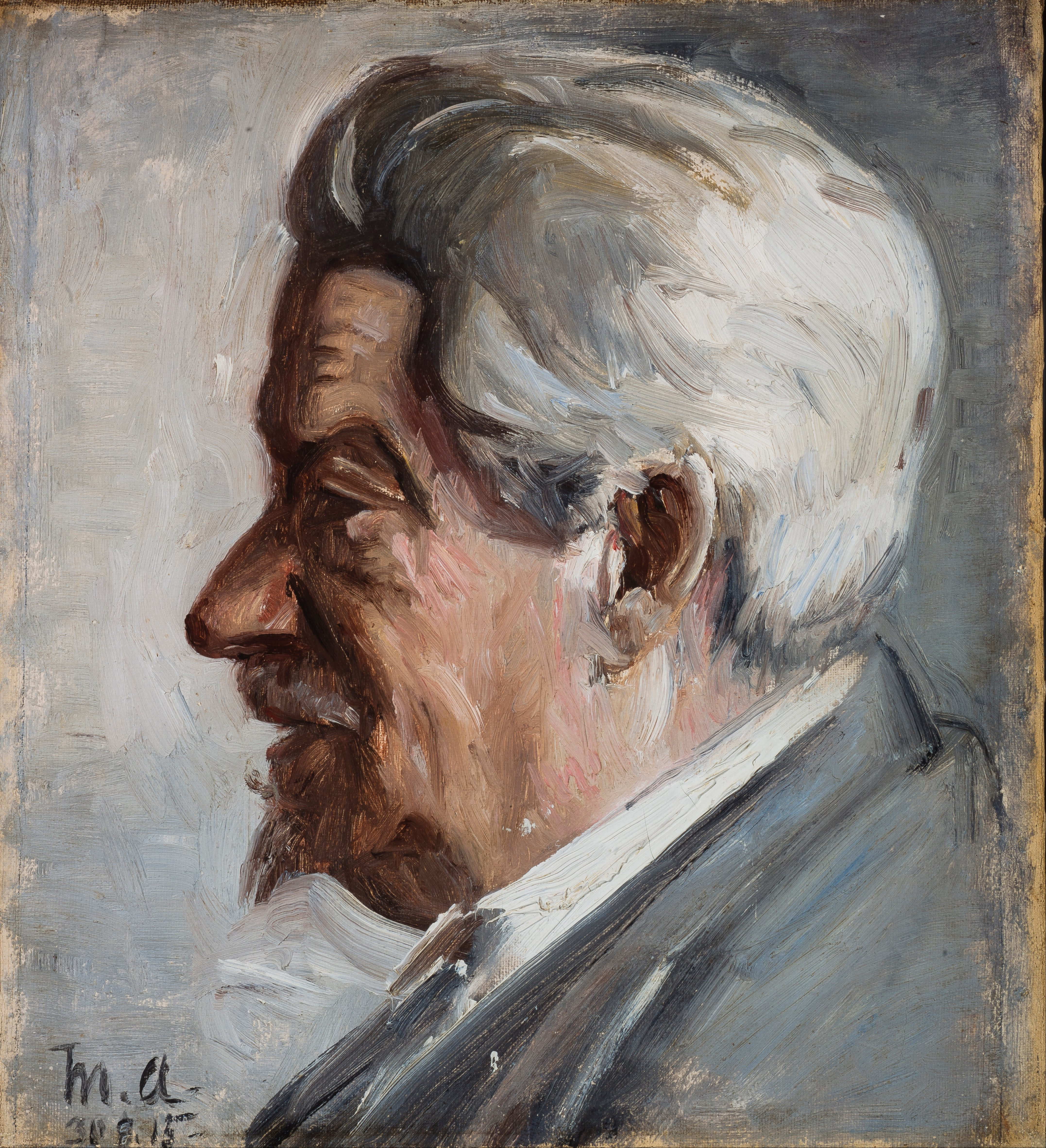
Georg Brandes, Michael Ancher festménye
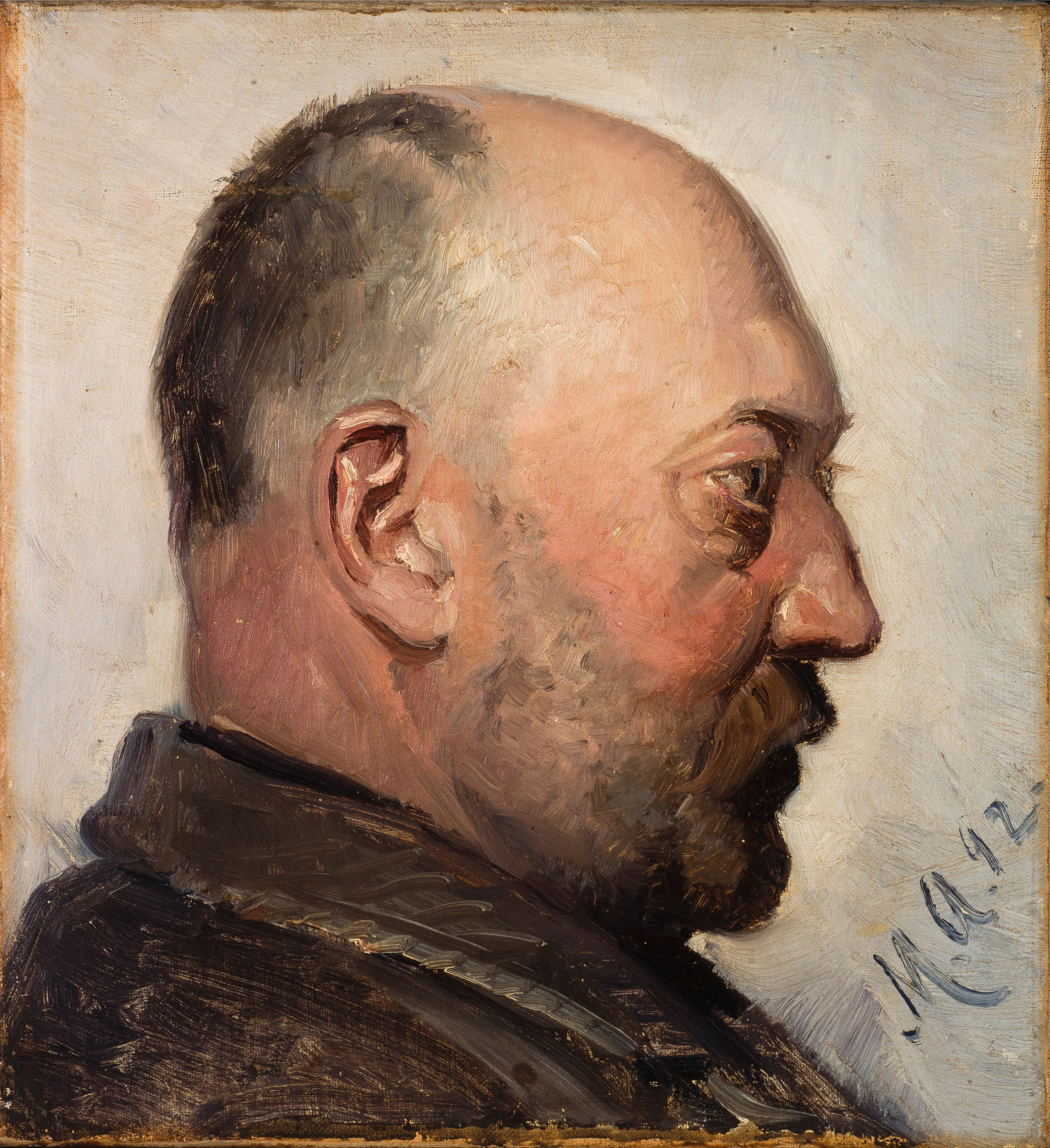
Thorvald Bindesbøll, Michael Ancher festménye
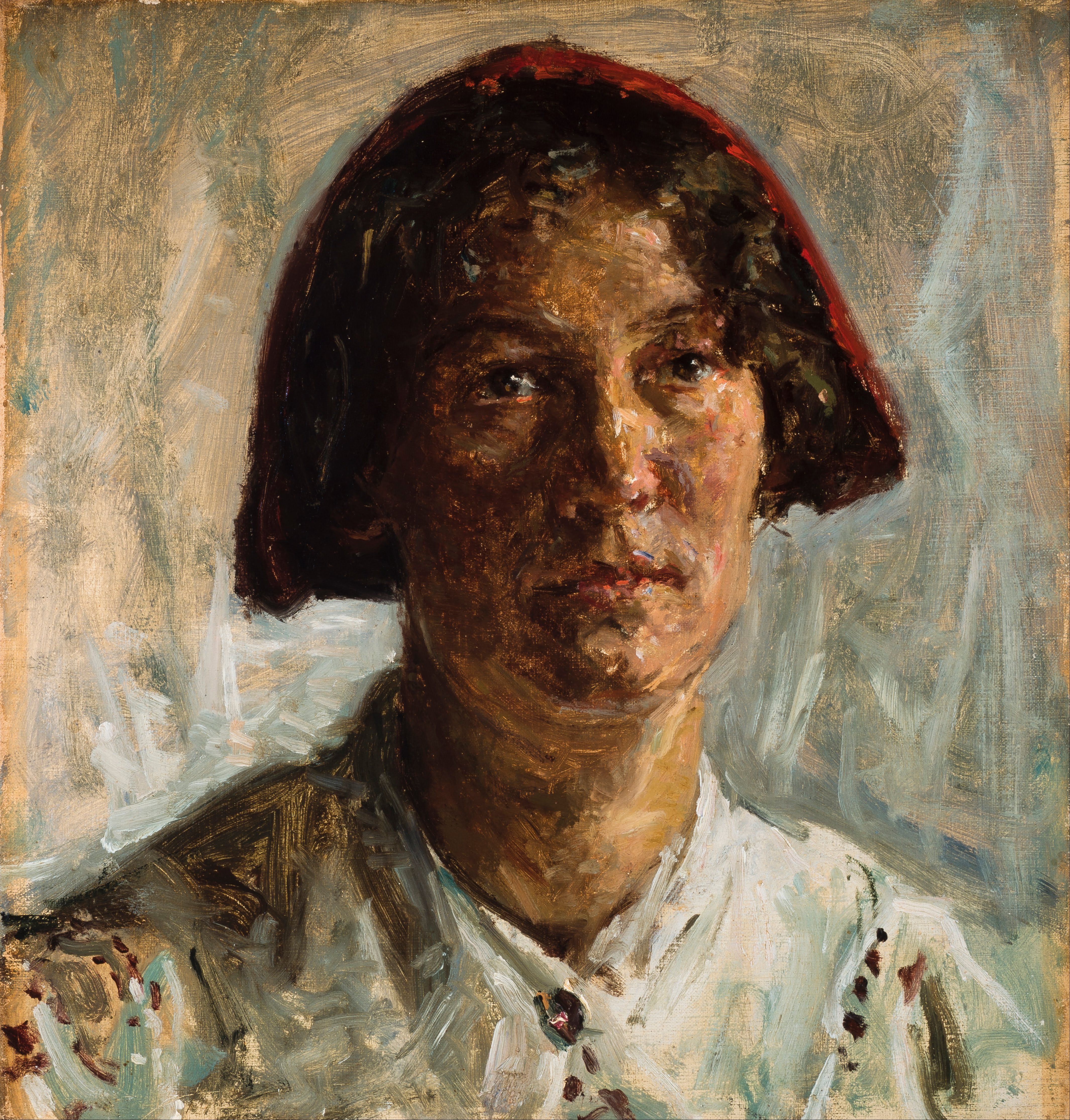
Alice Nordin, Viggo Johansen festménye
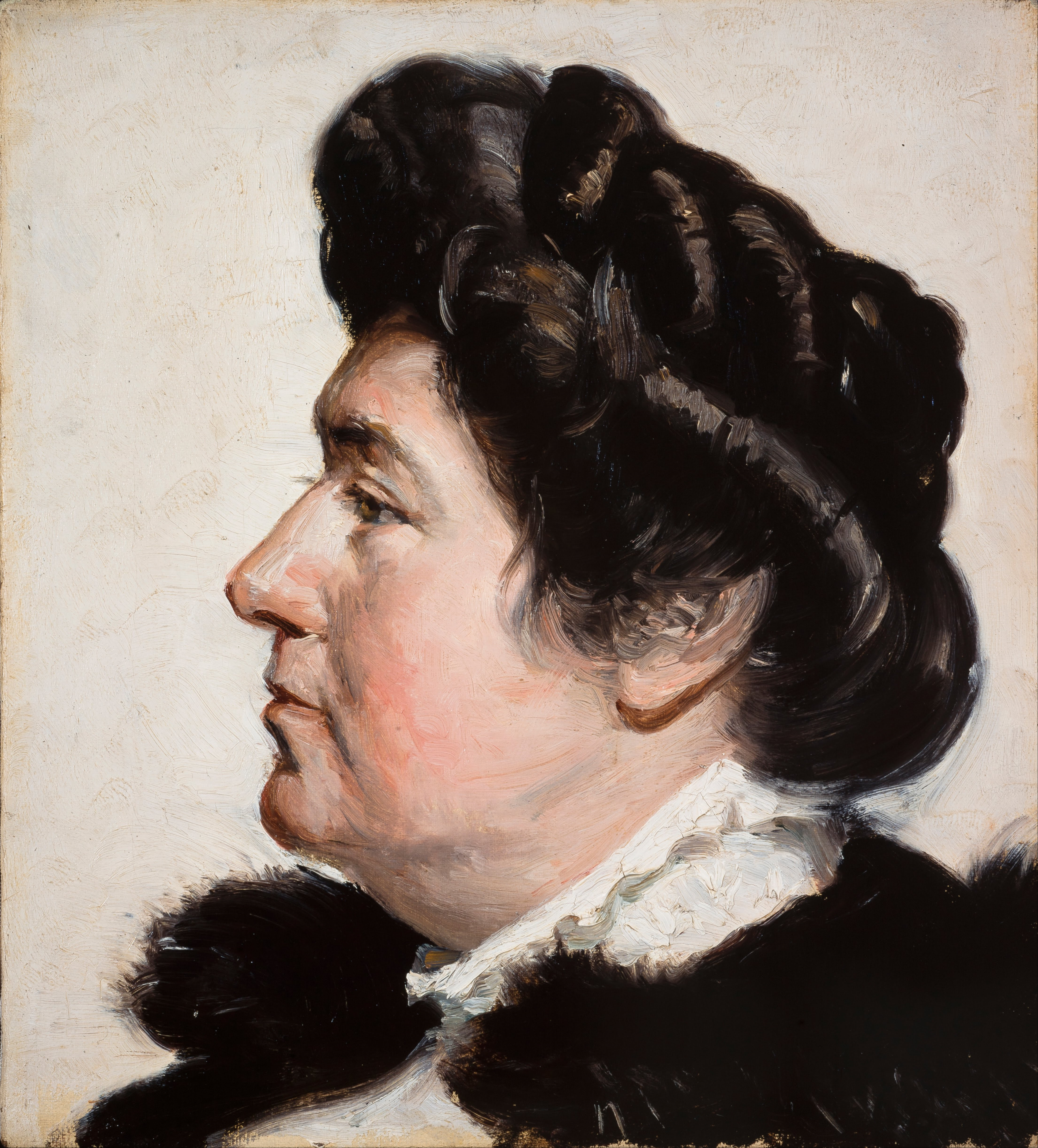
Ellen Gulbranson, Michael Ancher festménye
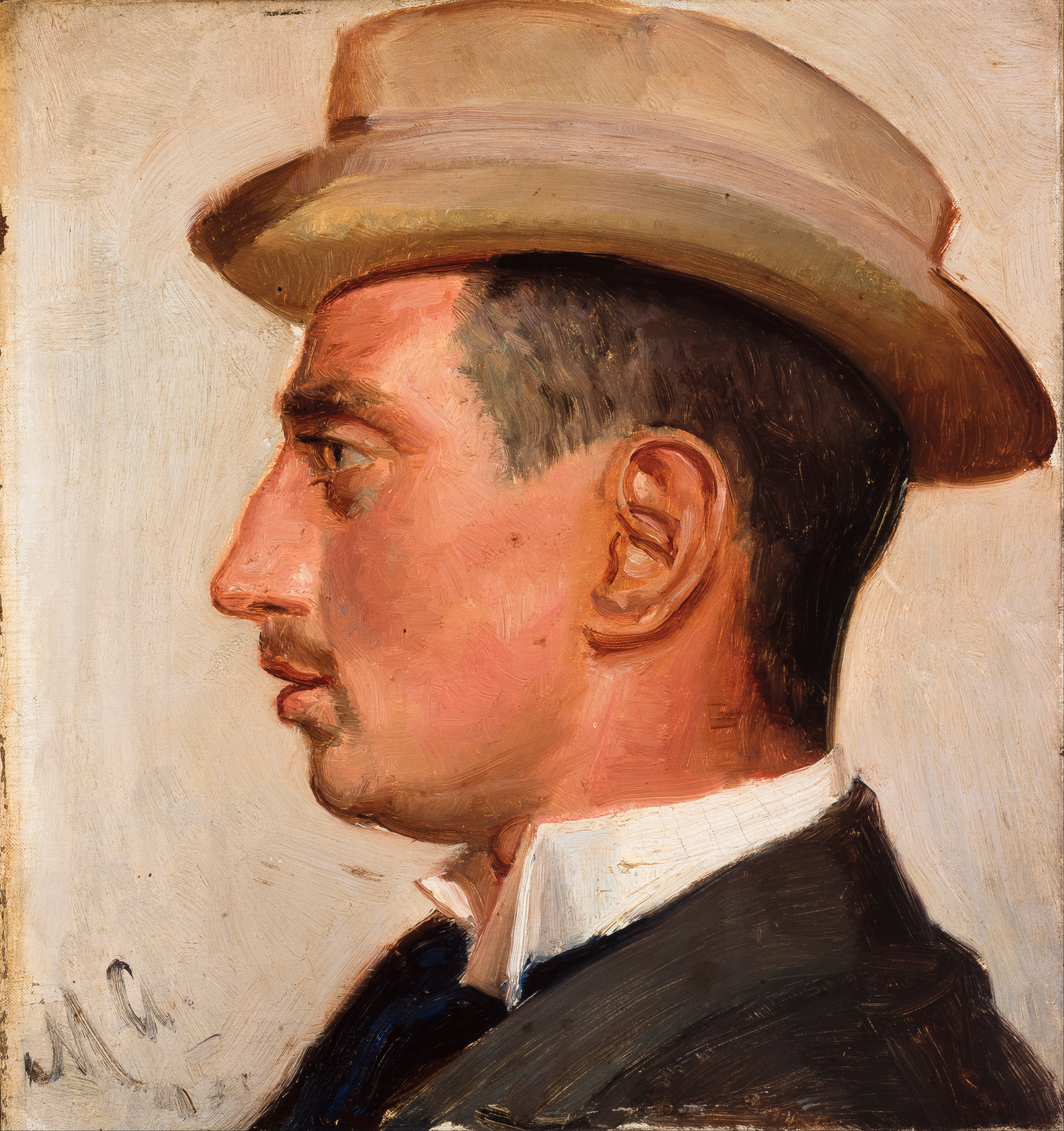
Keresztély dán herceg, Michael Ancher festménye
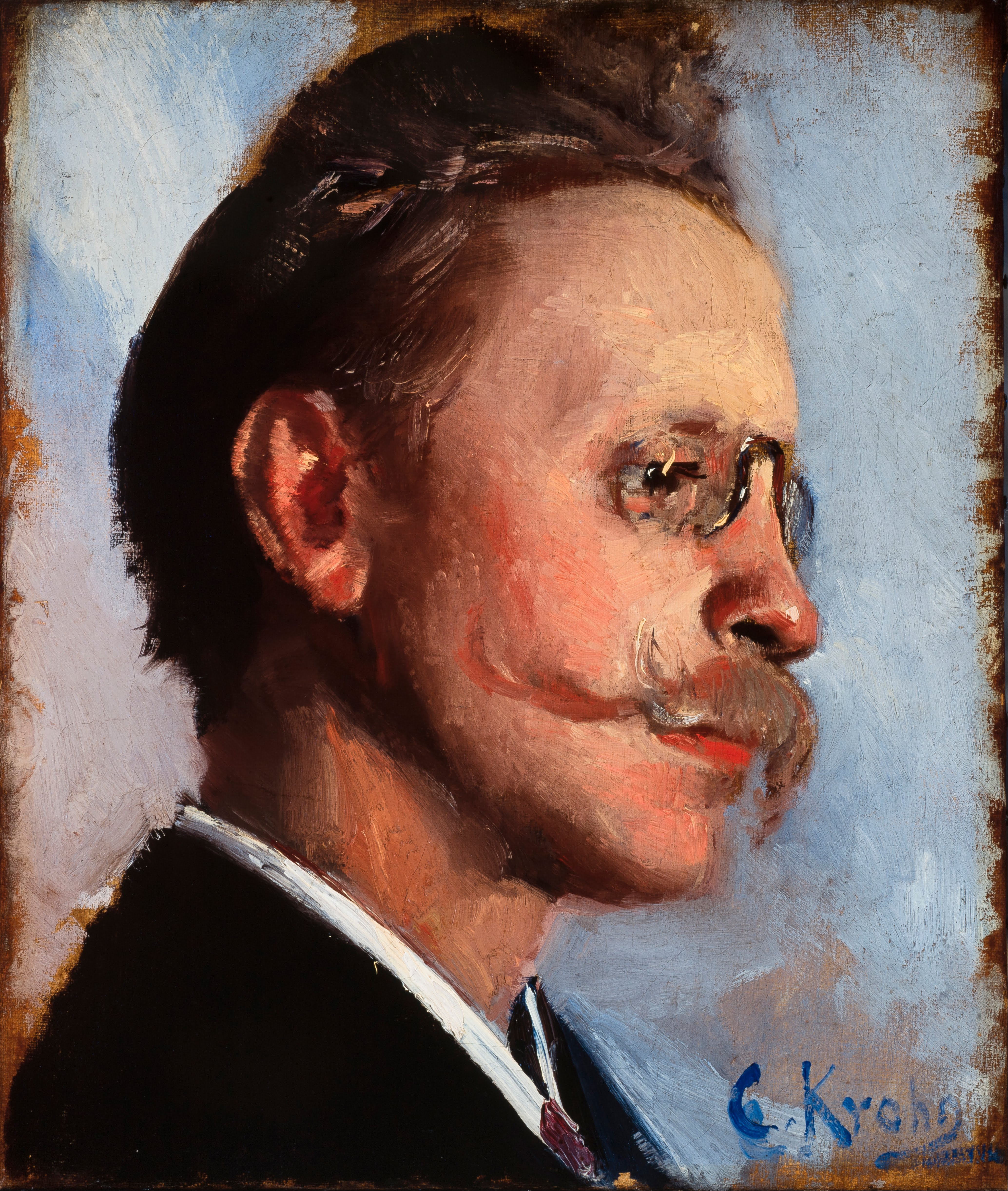
Otto Benzon, Christian Krohg festménye
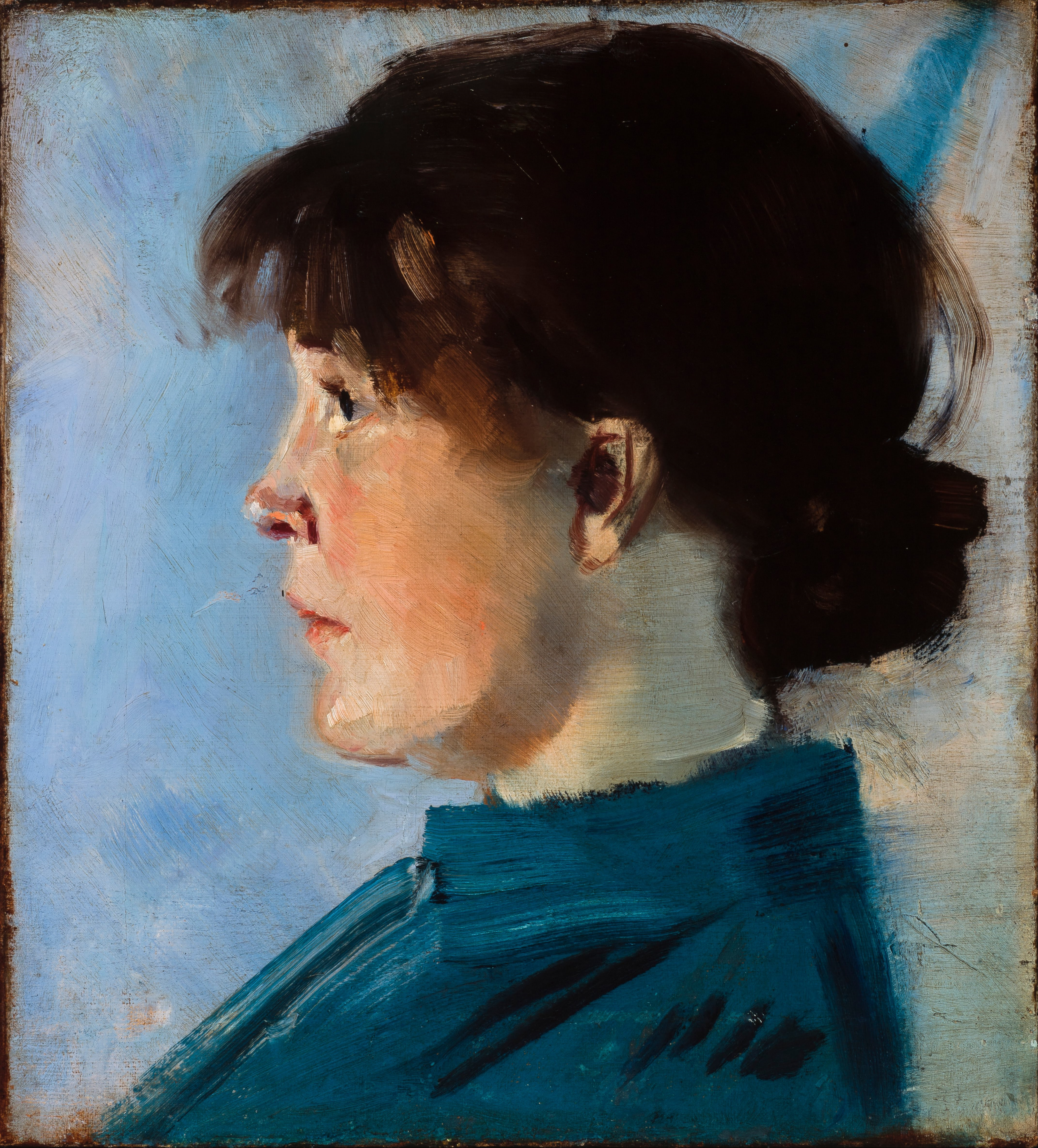
Oda Krohg, Christian Krohg festménye
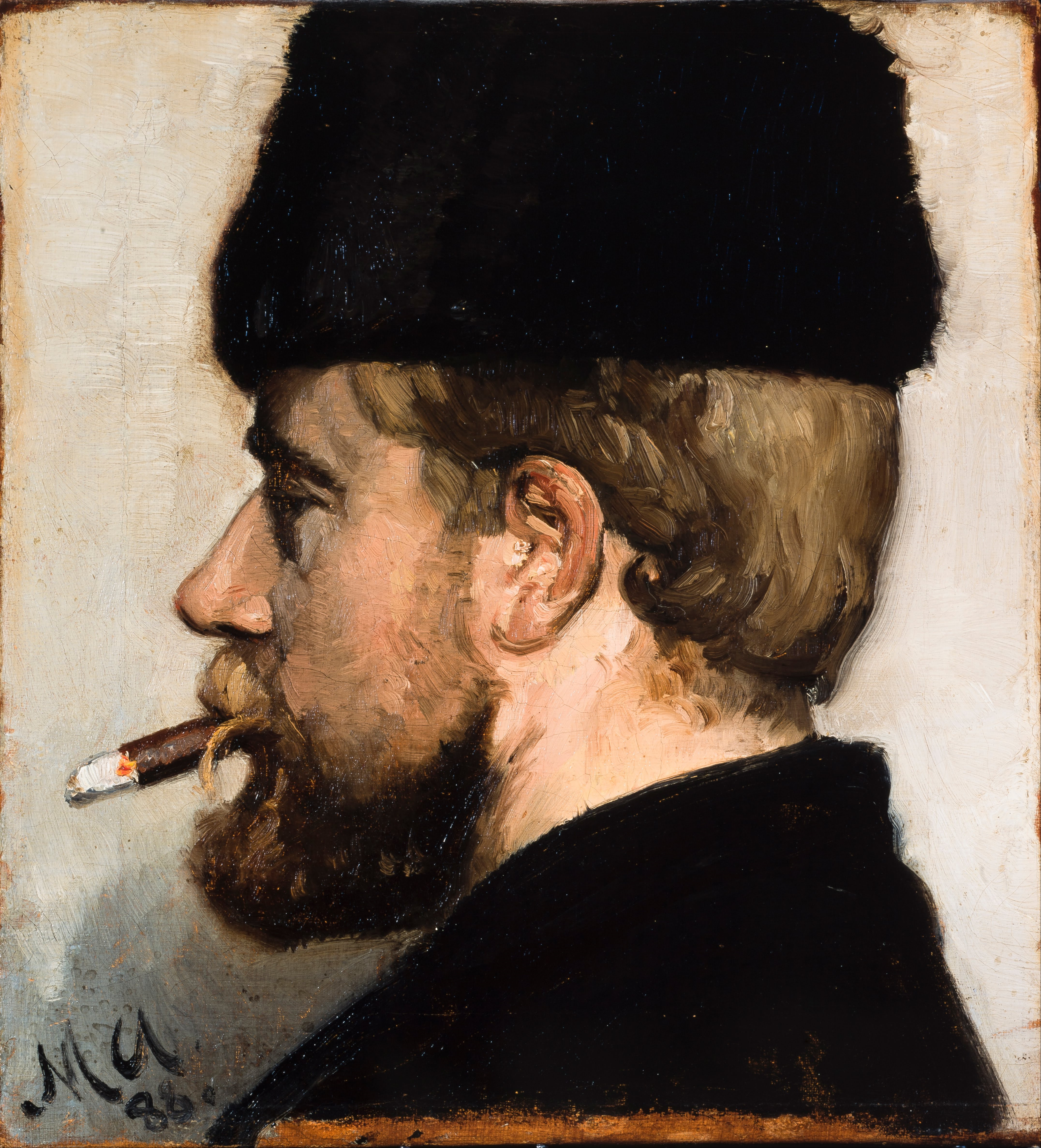
Jens Vige, Michael Ancher festménye
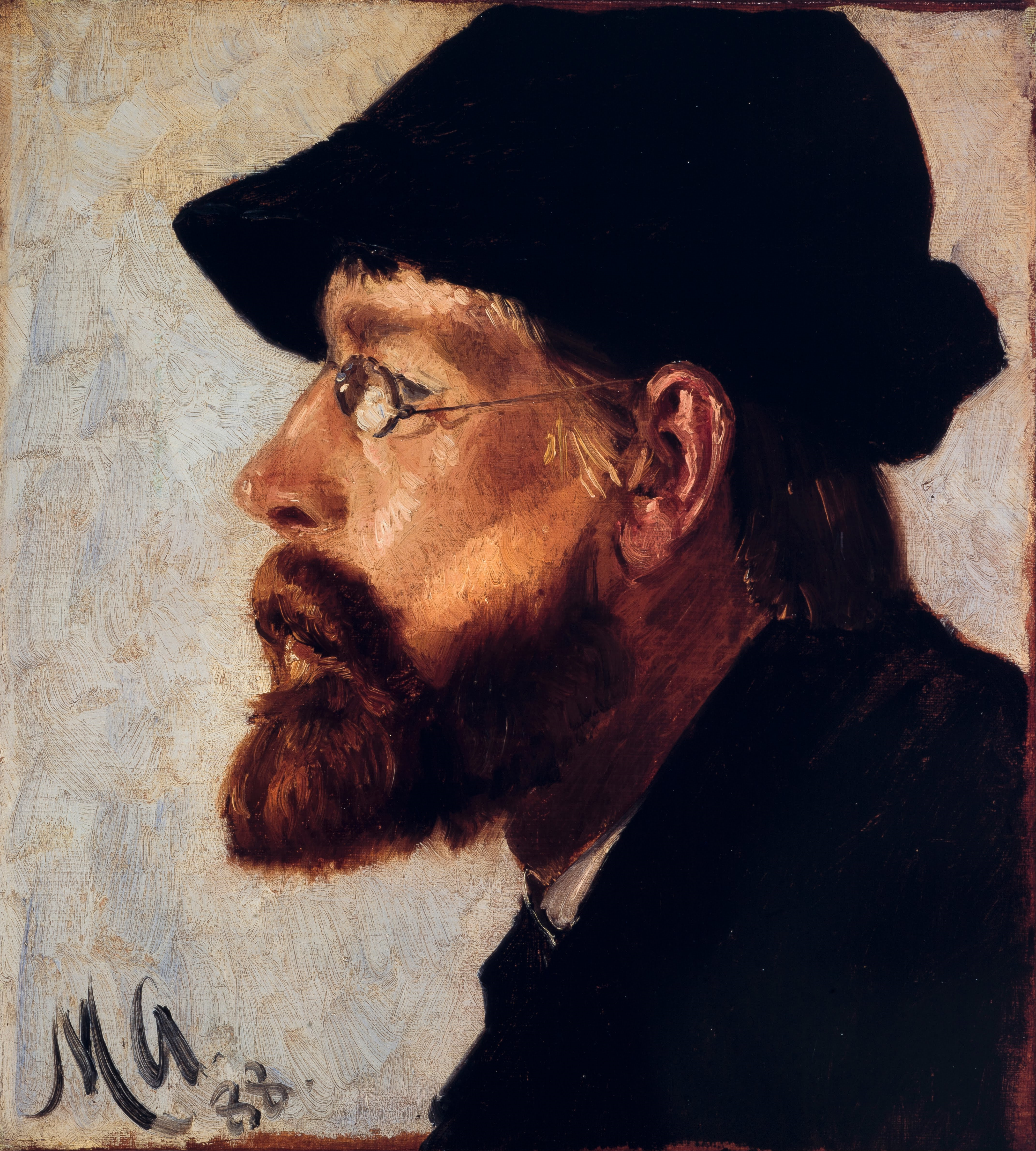
Nils Hansteen, Michael Ancher festménye
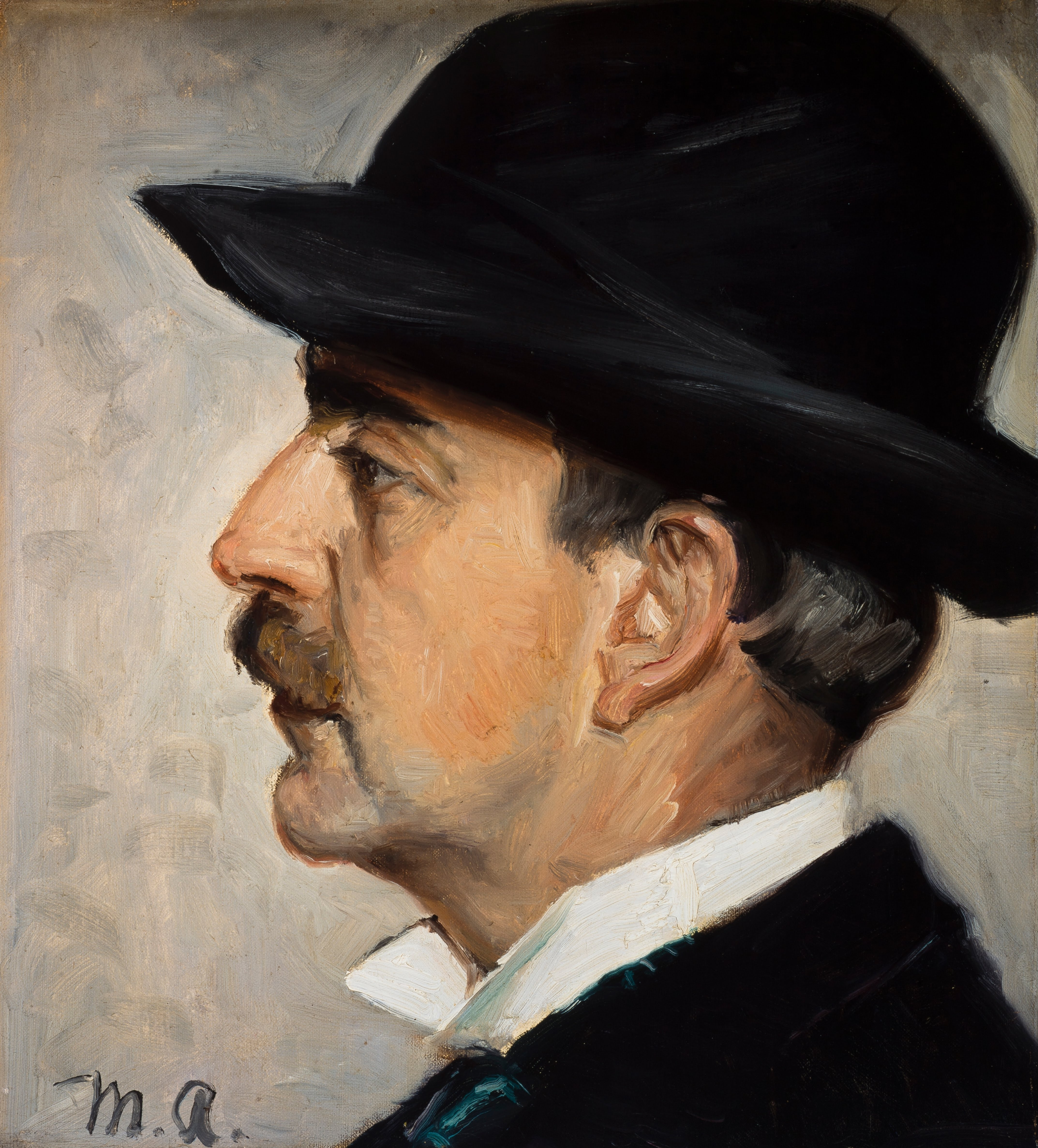
Johannes Wilhjelm, Michael Ancher festménye
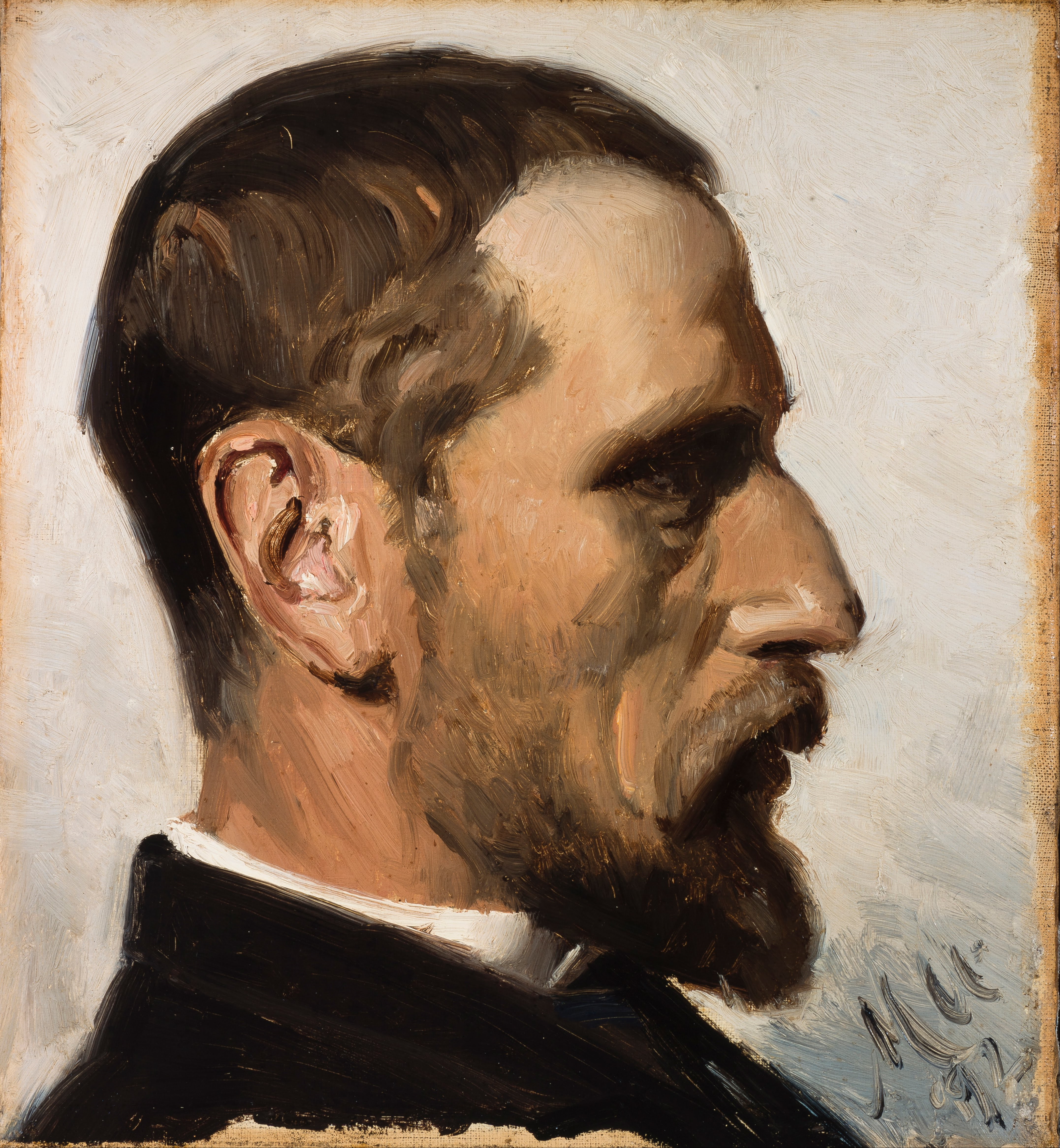
Laurits Andersen Ring, Michael Ancher festménye
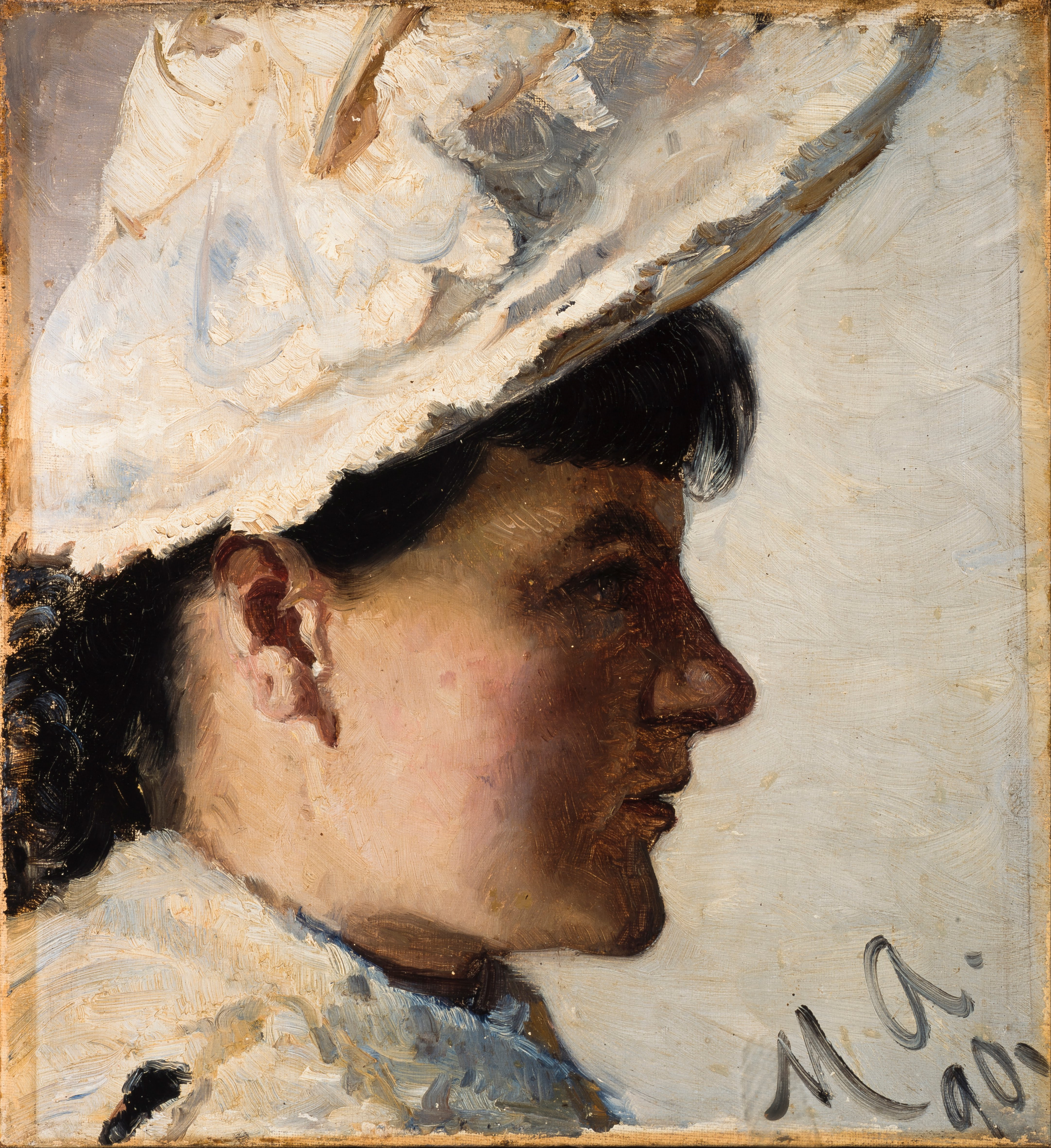
Gerda Ahlborn, Michael Ancher festménye
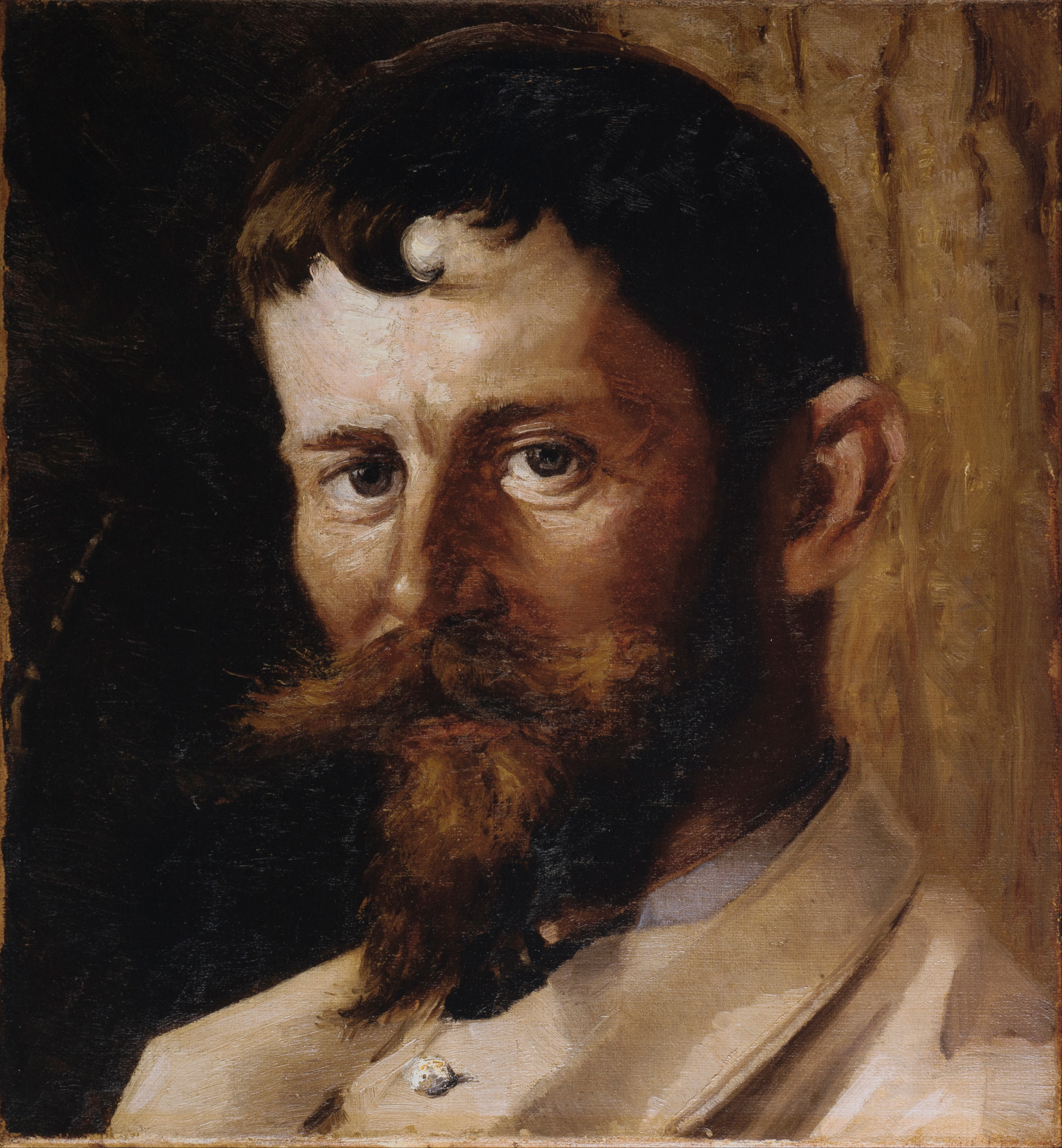
Gustav Wied, Valdemar Schønheyder Møller festménye
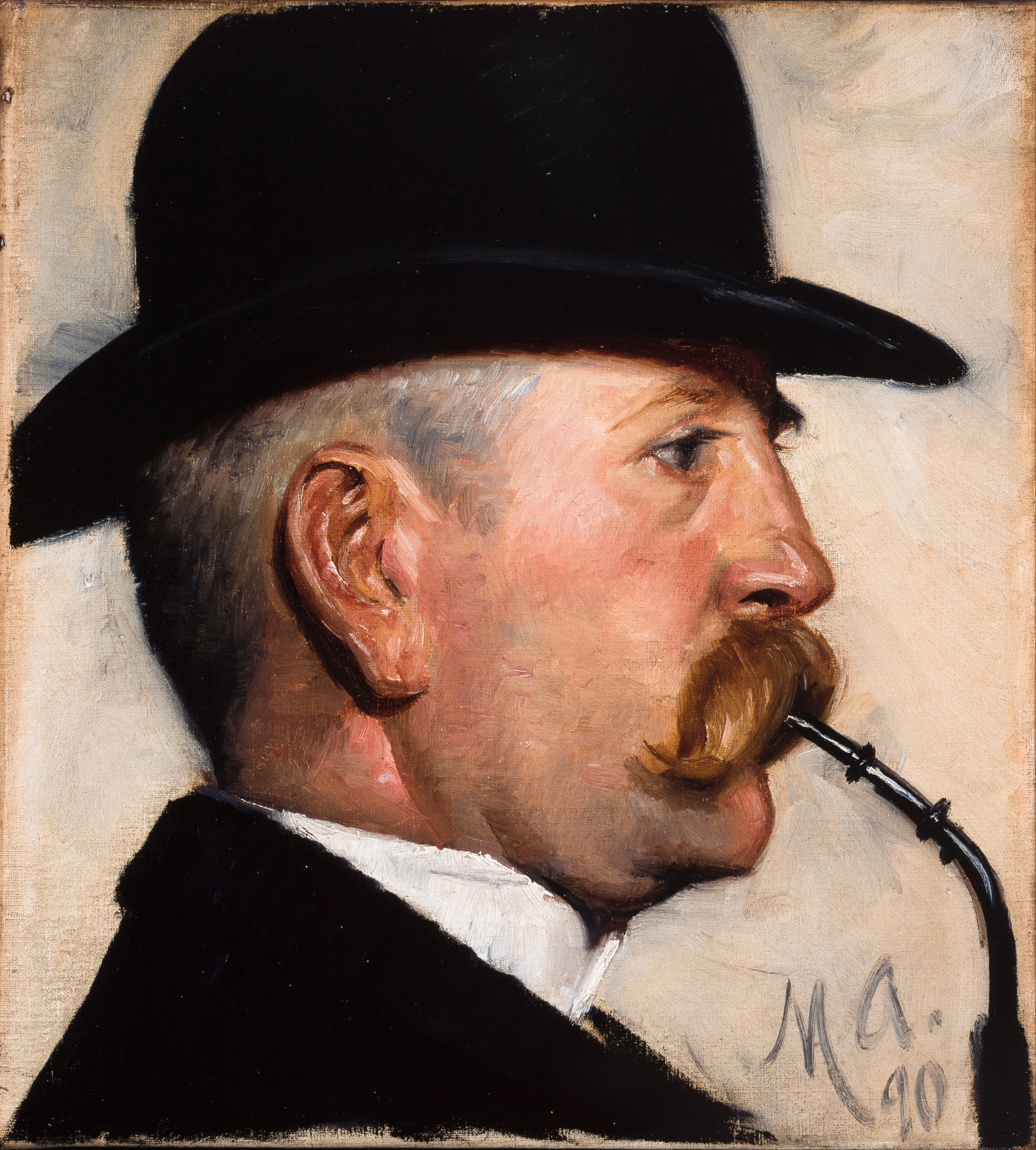
Michael Therkildsen, Michael Ancher festménye
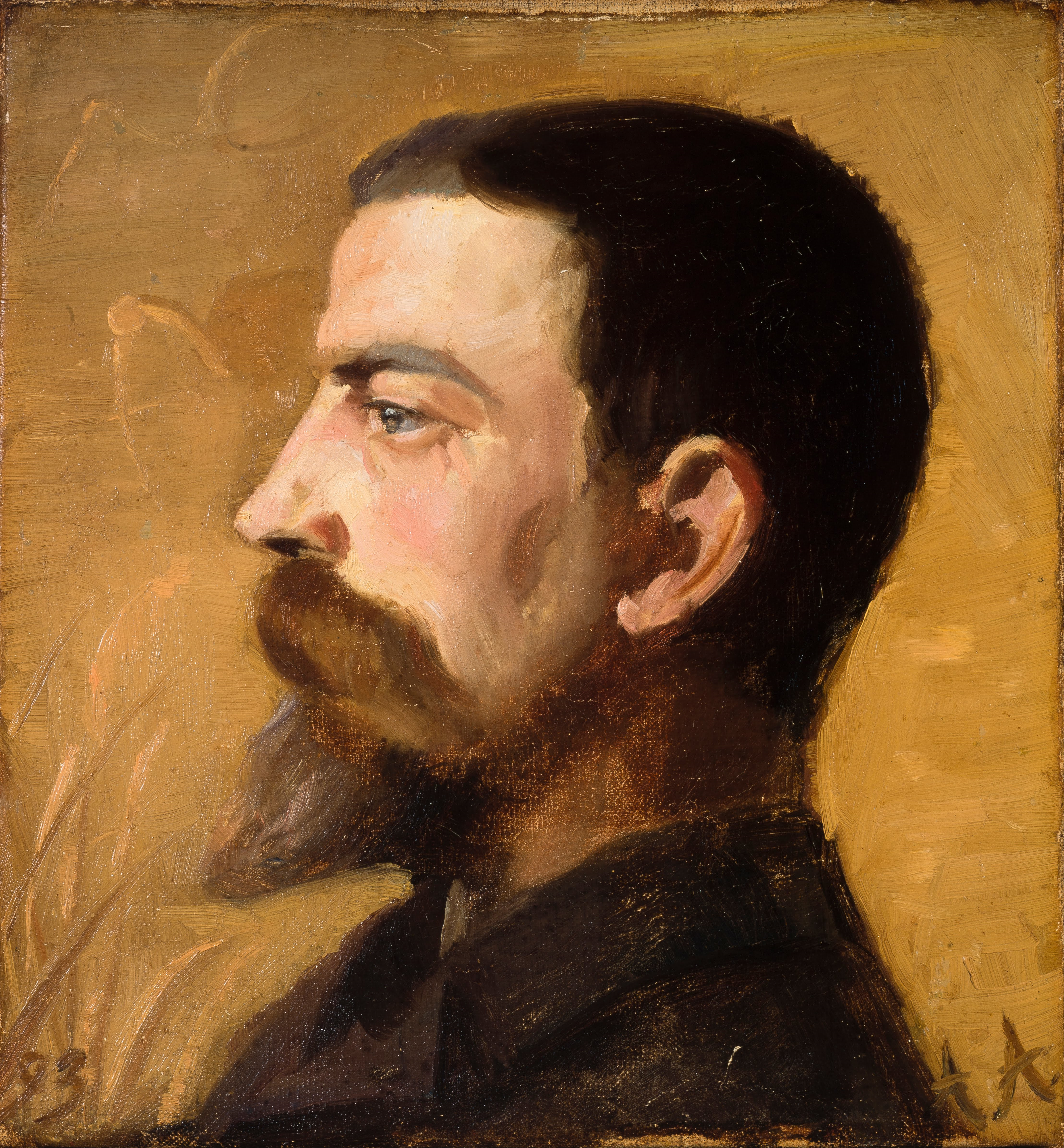
Valdemar Schønheyder Møller, Anna Ancher festménye
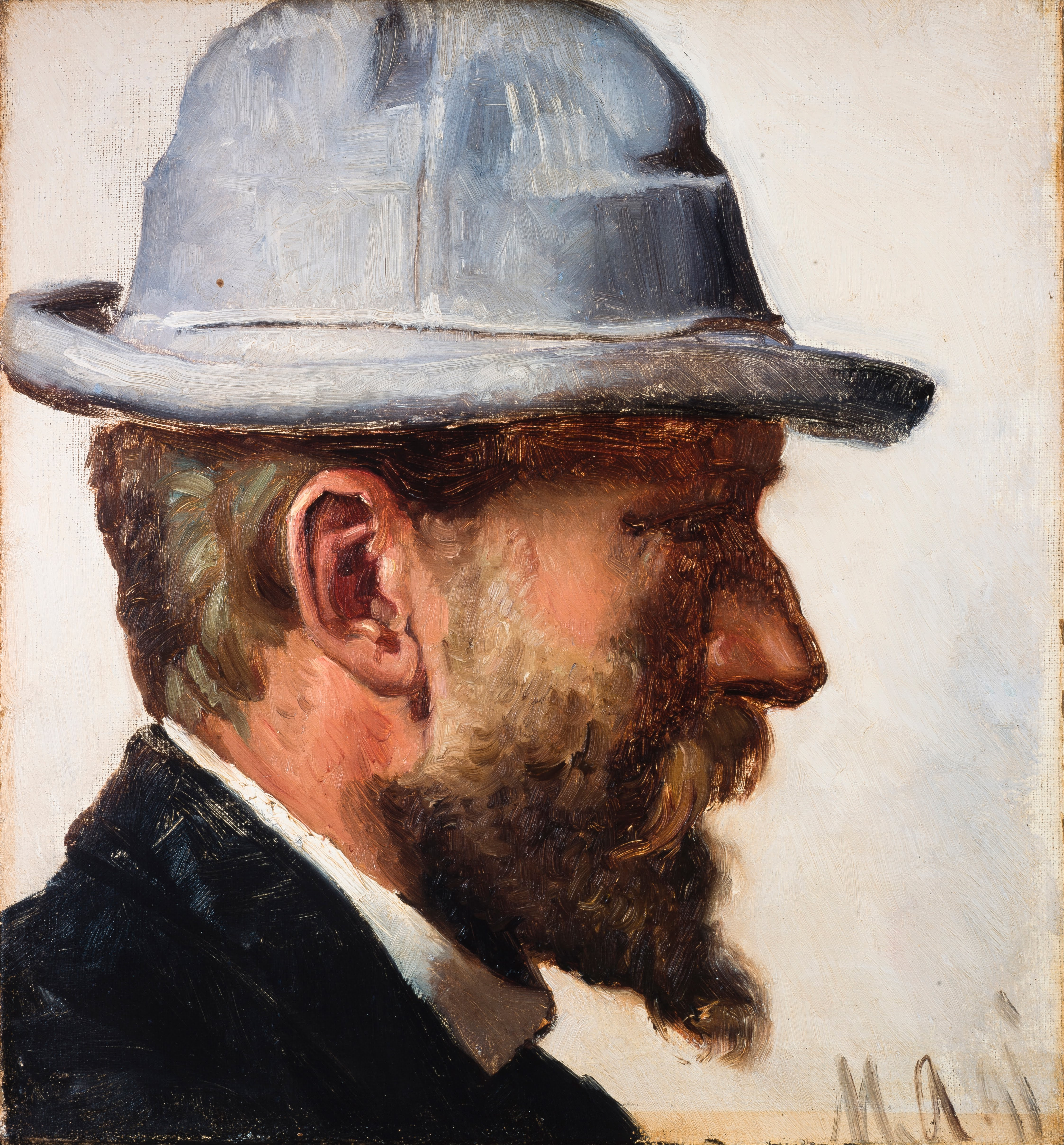
Niels Pedersen Mols, Michael Ancher festménye
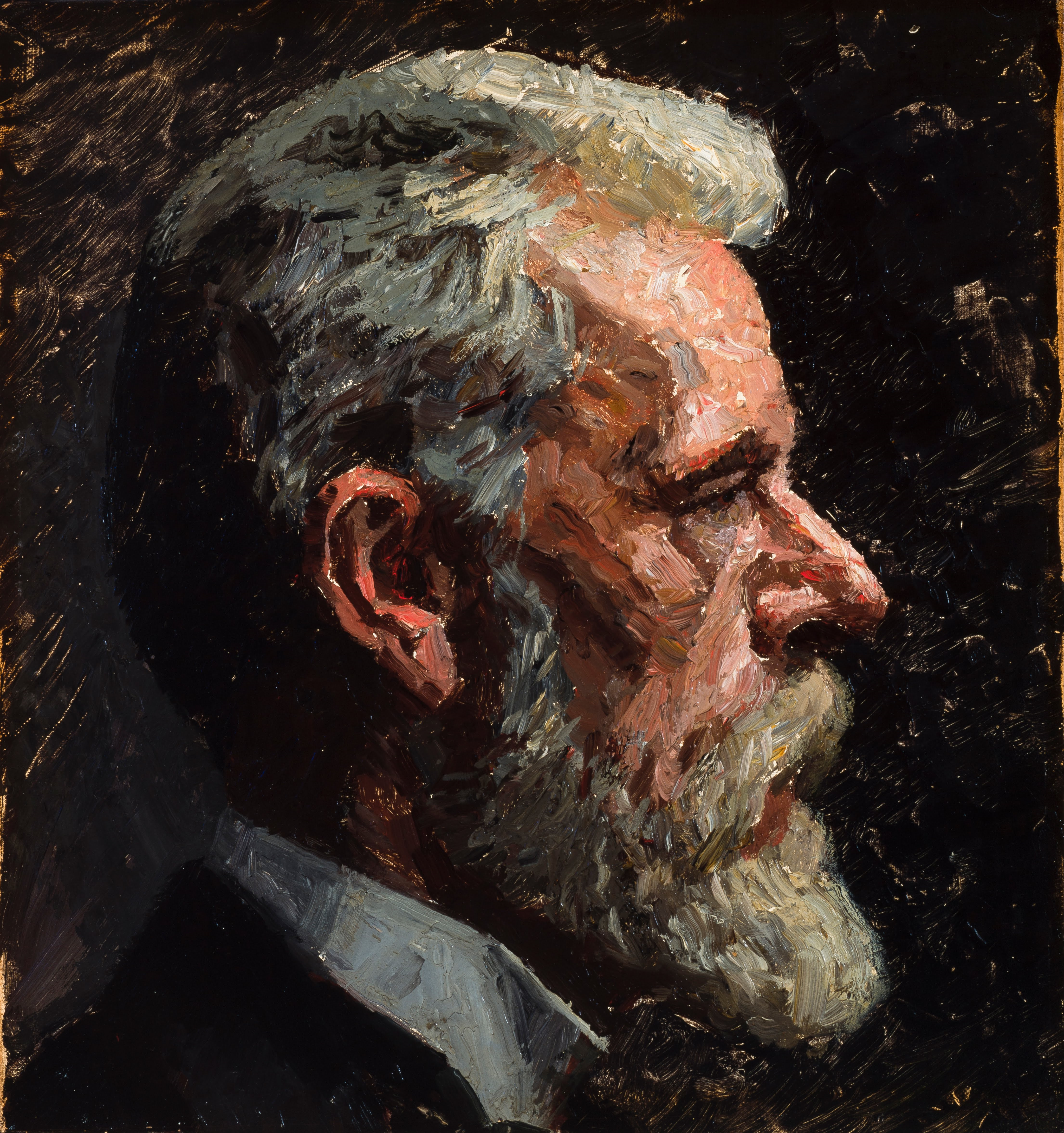
Laurits Tuxen, önarckép
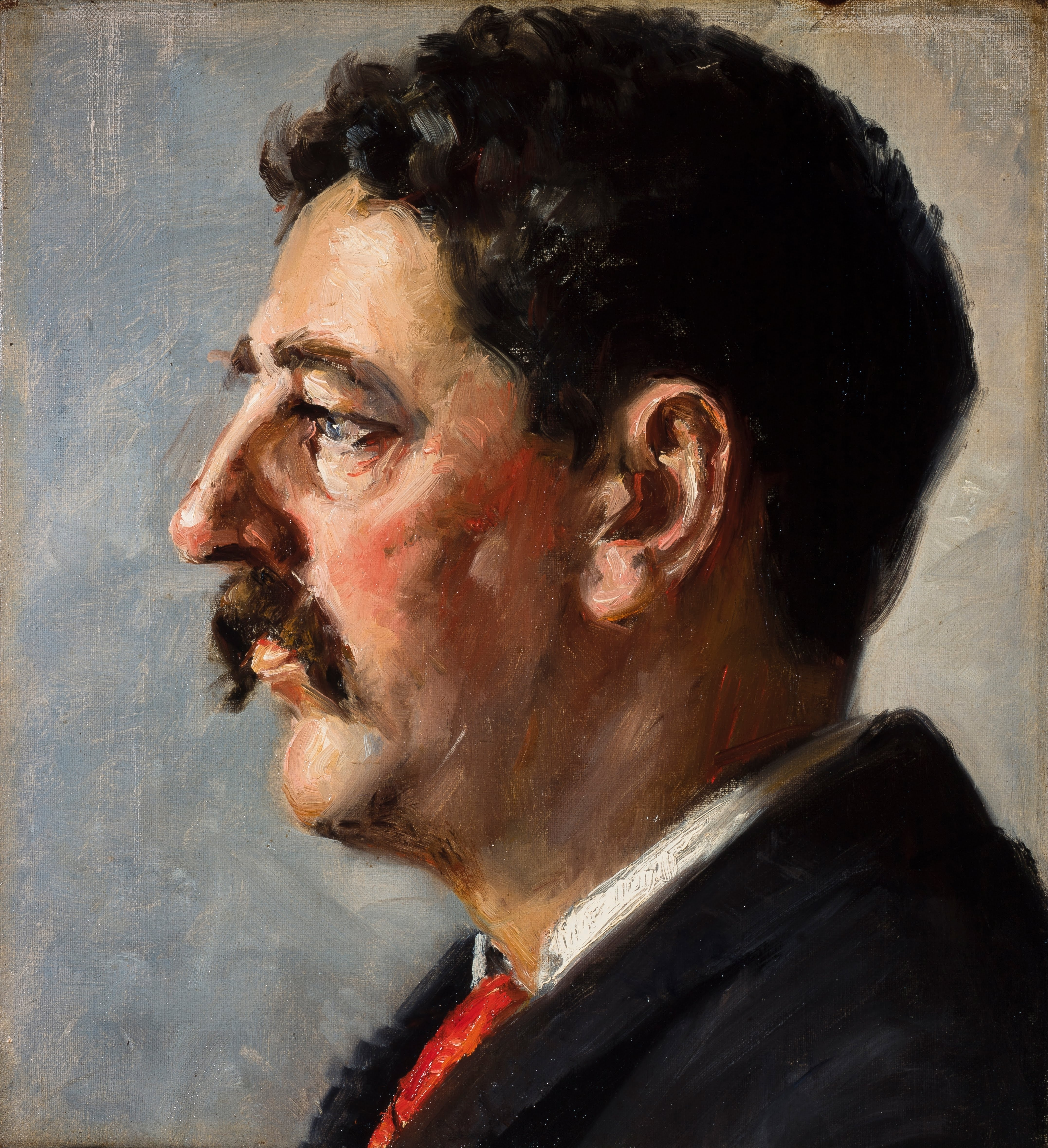
John H. Brøndum, Anna fivére, Michael Ancher festménye
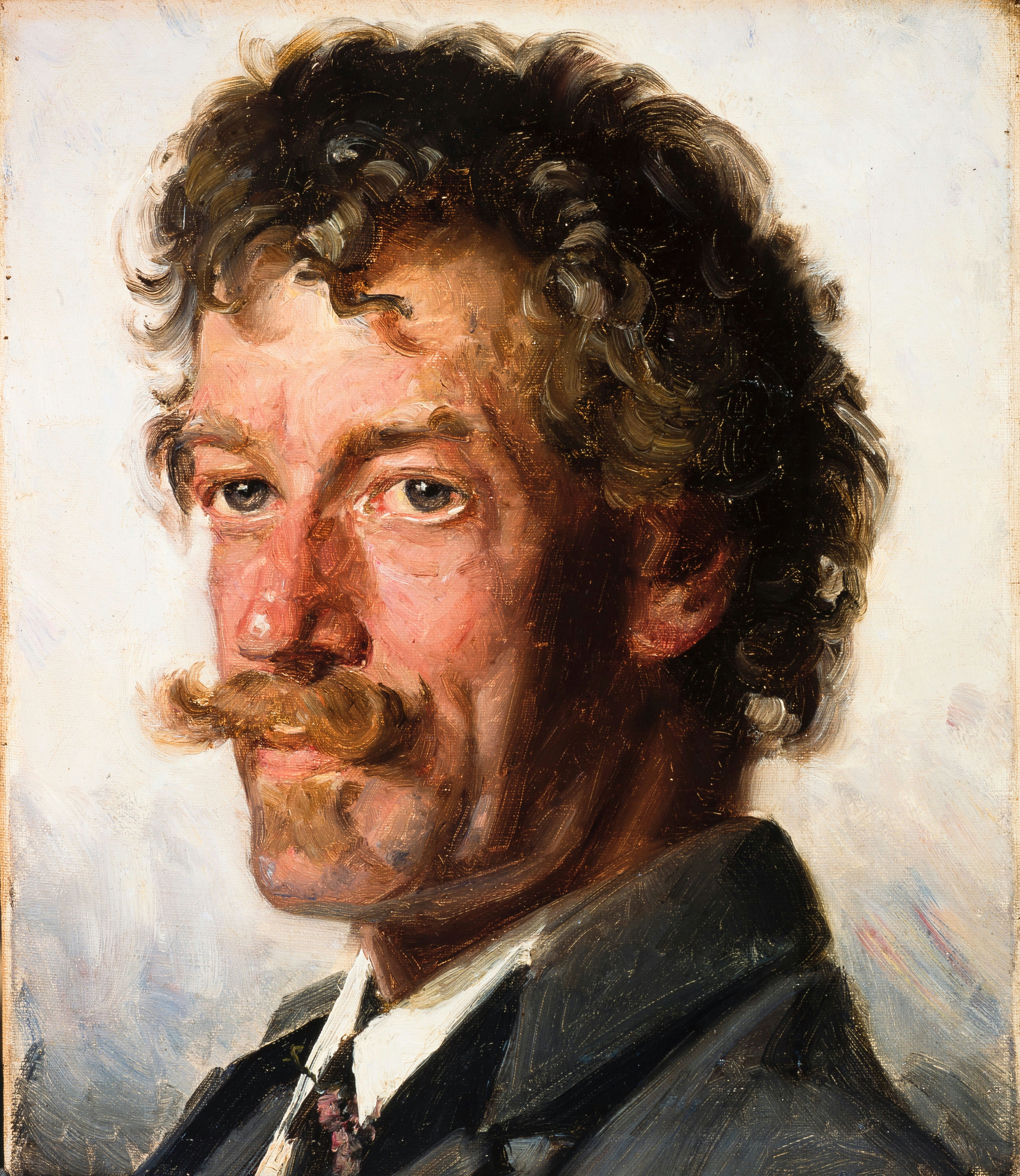
Anton Svendsen, Michael Ancher festménye
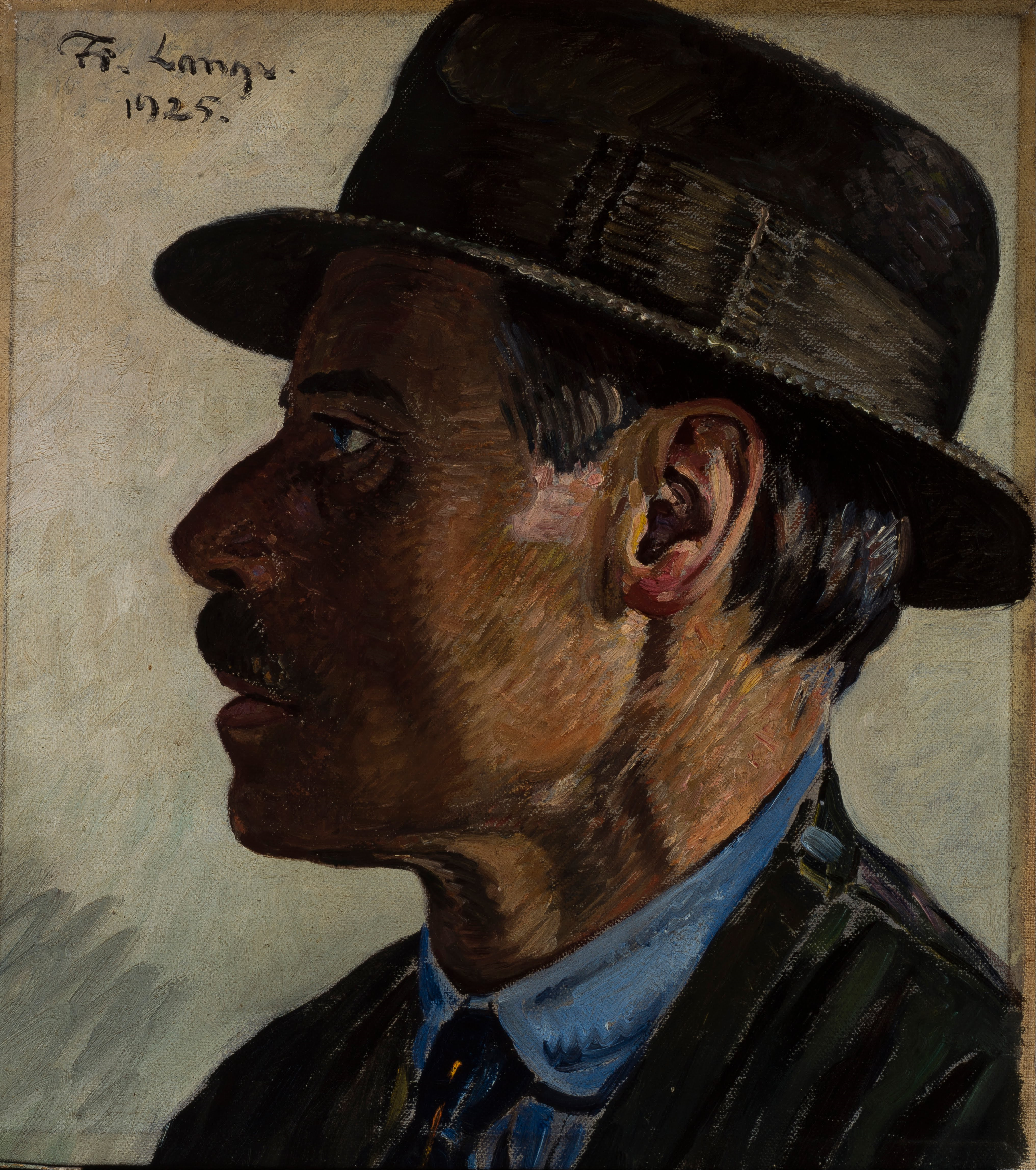
Frederik Lange, önarckép
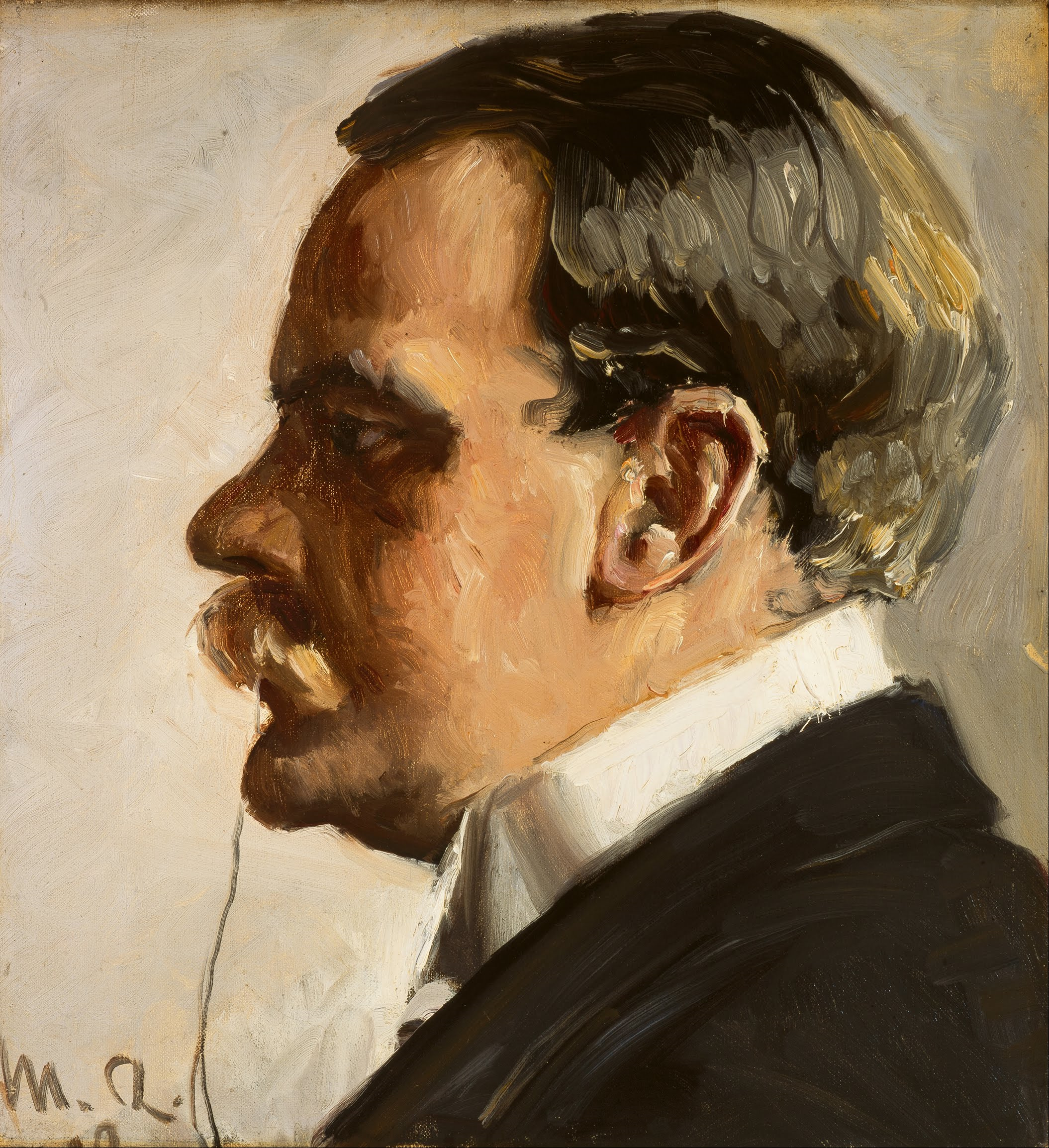
Hakon Børresen, Michael Ancher festménye
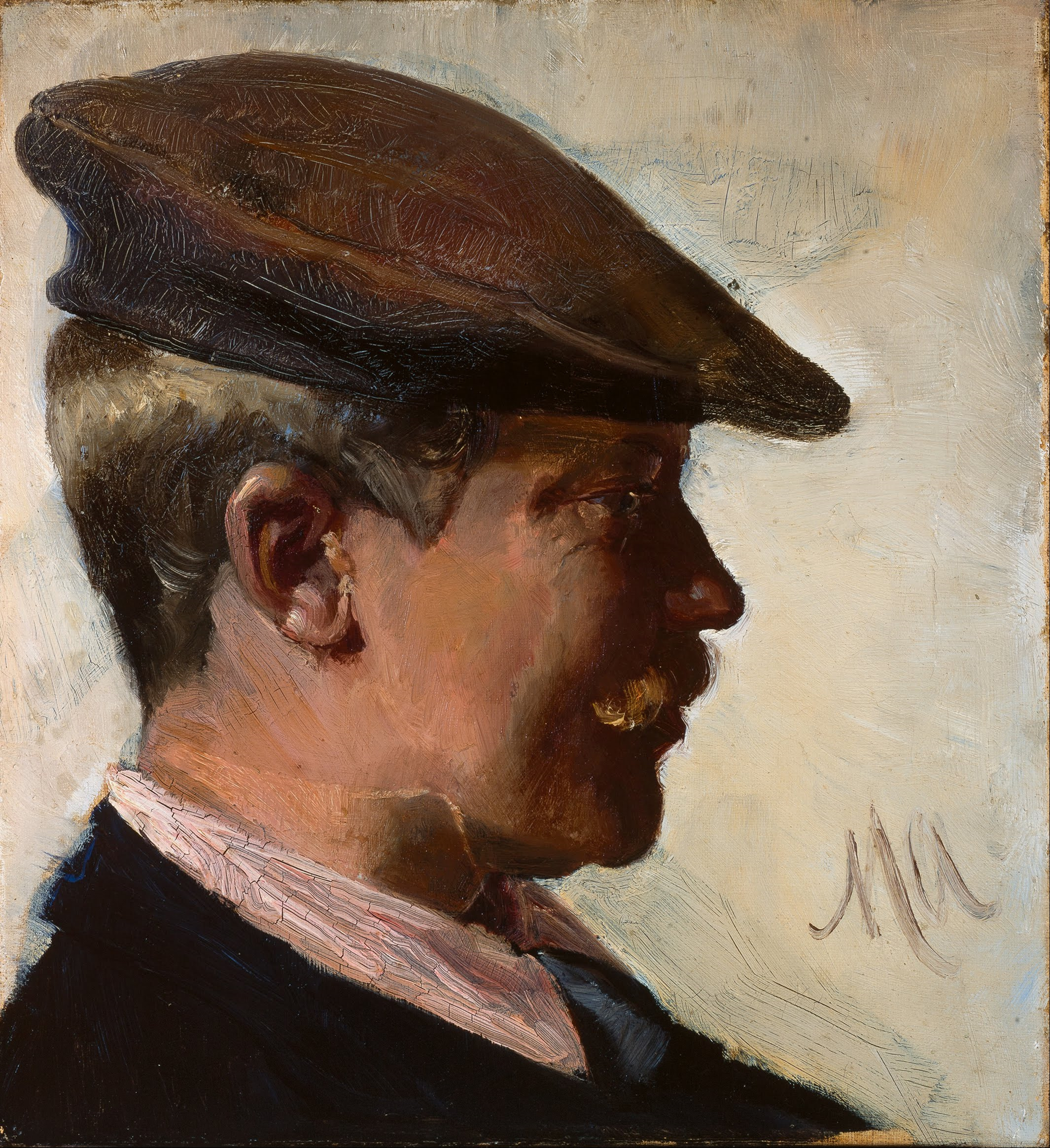
Jacob Sømme, Michael Ancher festménye
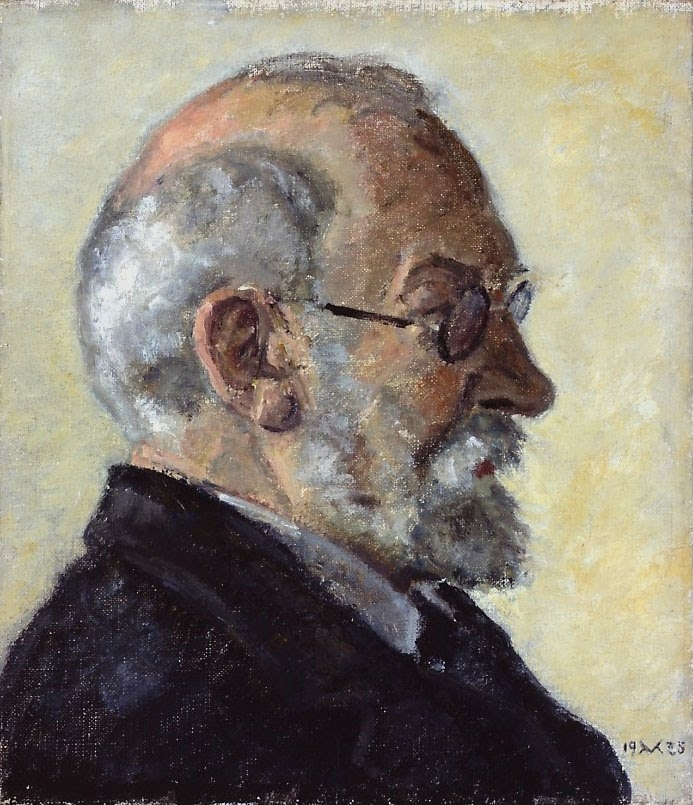
Karl Madsen, Viggo Madsen festménye
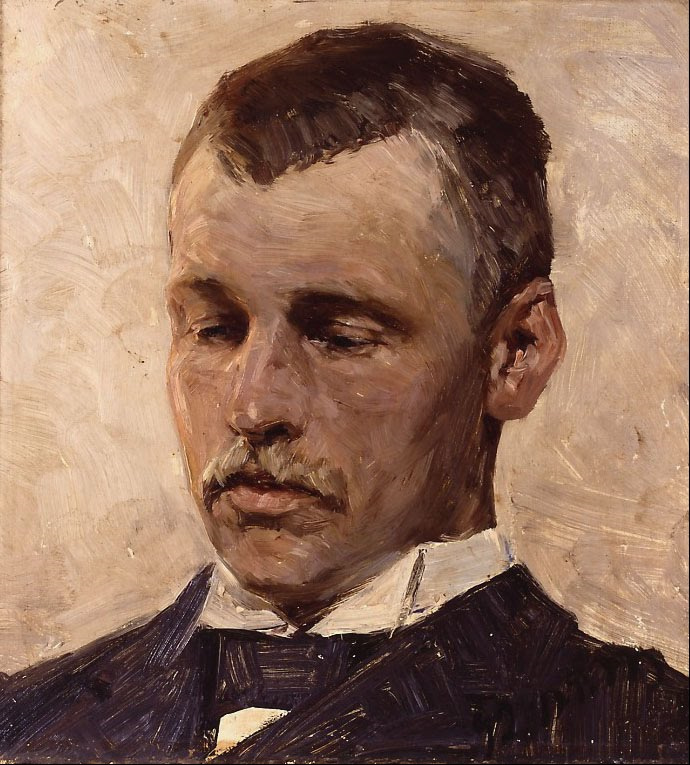
Ulrik Plesner, Niels Pedersen Mols festménye
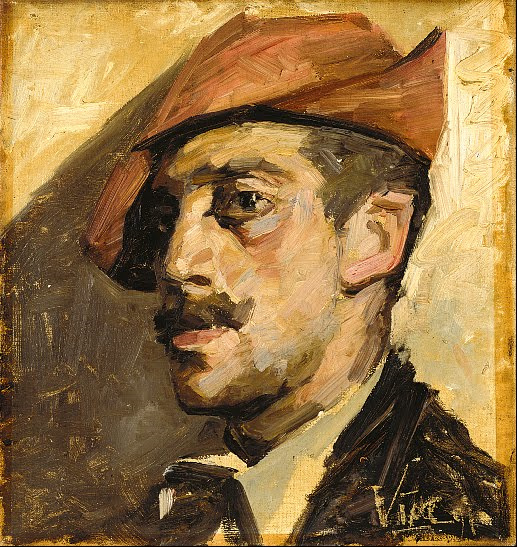
Paul Graf, Jens Vige festménye
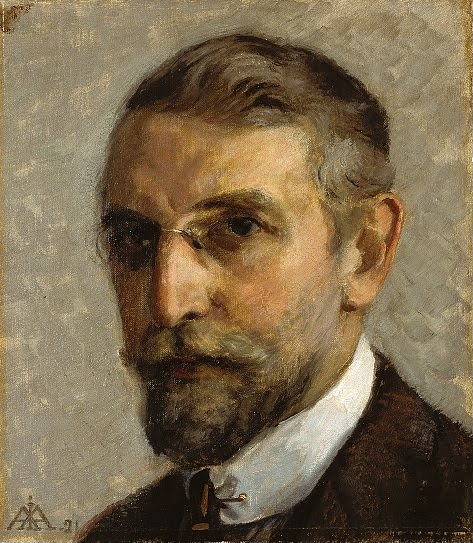
Jørgen Aabye, önarckép
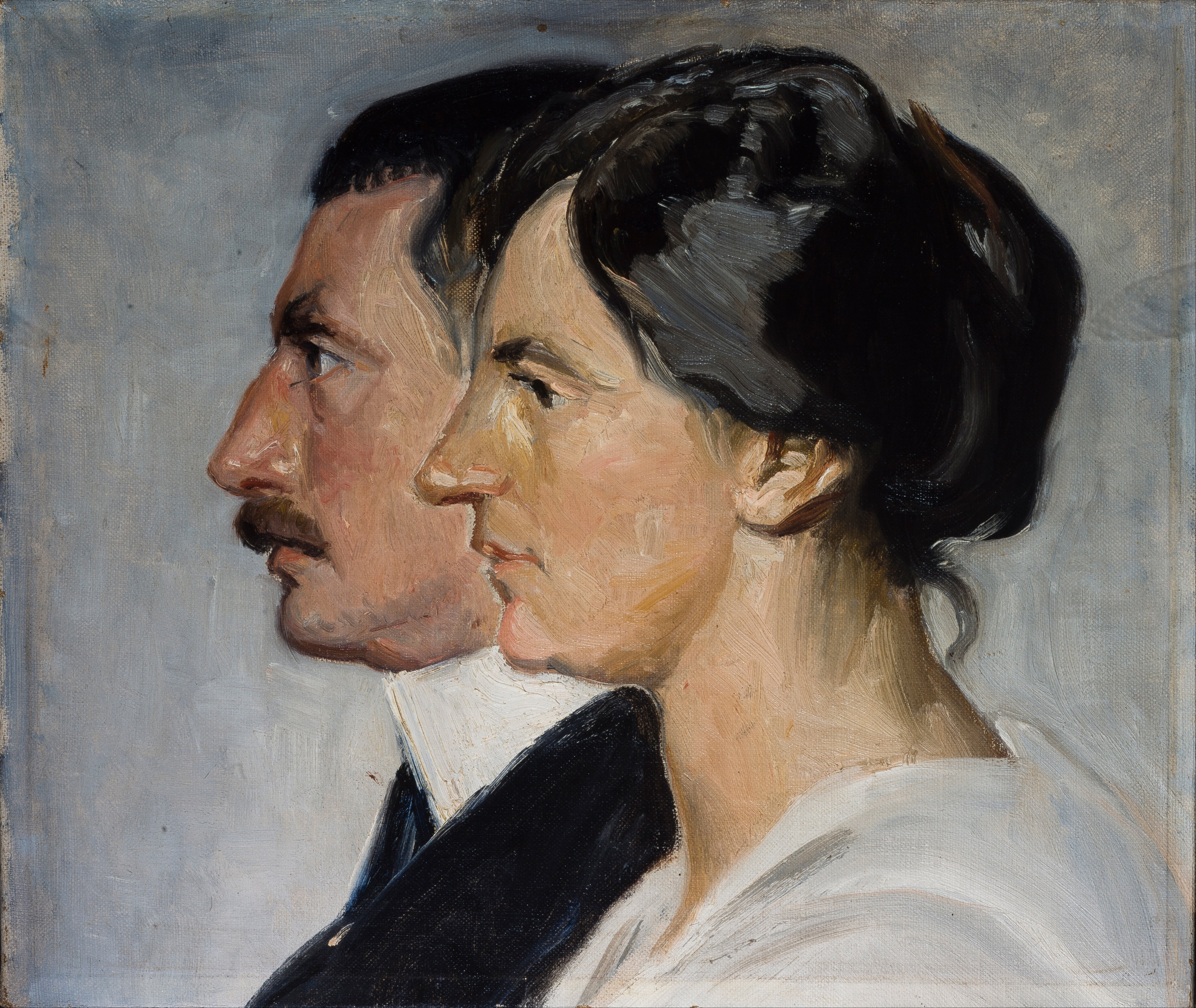
X. Keresztély dán király és Alexandrina dán királyné, Michael Ancher festménye

## Fordítás
Ez a szócikk részben vagy egészben a Portrettengalerij van het Skagens Museum című holland Wikipédia-szócikk ezen változatának fordításán alapul.  Az eredeti cikk szerkesztőit annak laptörténete sorolja fel. Ez a jelzés csupán a megfogalmazás eredetét és a szerzői jogokat jelzi, nem szolgál a cikkben szereplő információk forrásmegjelöléseként.